# Historia Polski (1320–1386)

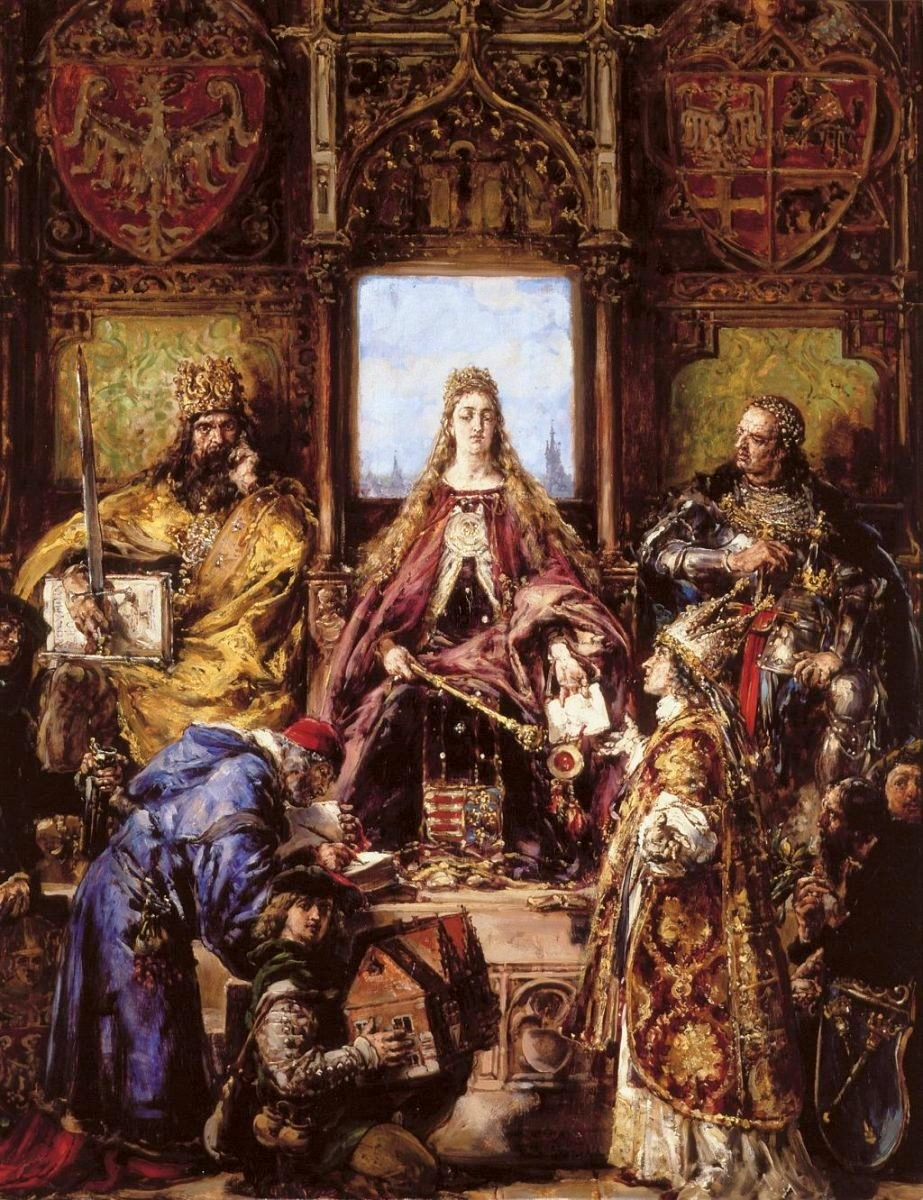
Jan Matejko, Założenie Szkoły Głównej przeniesieniem do Krakowa ugruntowane, 1889

Historia Polski (1320–1386) – 20 stycznia 1320 w Krakowie został koronowany Władysław Łokietek. Tę datę uznaje się za moment odtworzenia zjednoczonego Królestwa Polskiego, które w 1386 związało się unią personalną z Wielkim Księstwem Litewskim.
W tym okresie Polska prowadziła wpierw wojnę z zakonem krzyżackim, a następnie przede wszystkim dyplomatyczne spory z Krzyżakami i Luksemburgami. W efekcie działań króla Kazimierza Wielkiego i jego doradców w 1335 Luksemburgowie zrzekli się, w zamian za 20 000 kop groszy praskich, praw do tytułu króla Polski. Tym samym rządzący w Krakowie Piast został przez społeczność międzynarodową uznany za króla Polski. Działania prowadzone przez niego w kolejnych latach pozwoliły na zakończenie sporu z Krzyżakami (układ w Kaliszu z 1343), a następnie podjęcie ekspansji na Ruś Halicko-Włodzimierską.
Po śmierci Kazimierza III Wielkiego (1370) tron polski objął Ludwik Węgierski; okres rządów Ludwika to zarazem początek politycznej supremacji szlachty, której Ludwik, w zamian za zagwarantowanie sukcesji tronu dla jednej z jego córek, nadał generalny przywilej koszycki (1374).
Po śmierci Ludwika Węgierskiego (1382) nastąpiło najdłuższe w polskiej historii bezkrólewie. Ostatecznie królem Polski 16 października 1384 została córka Ludwika, Jadwiga Andegaweńska. W 1386 weszła ona w związek małżeński z księciem litewskim Jagiełłą, który 4 marca 1386 został koronowany na władcę Polski.

## Panowanie Władysława Łokietka (1320–1333)

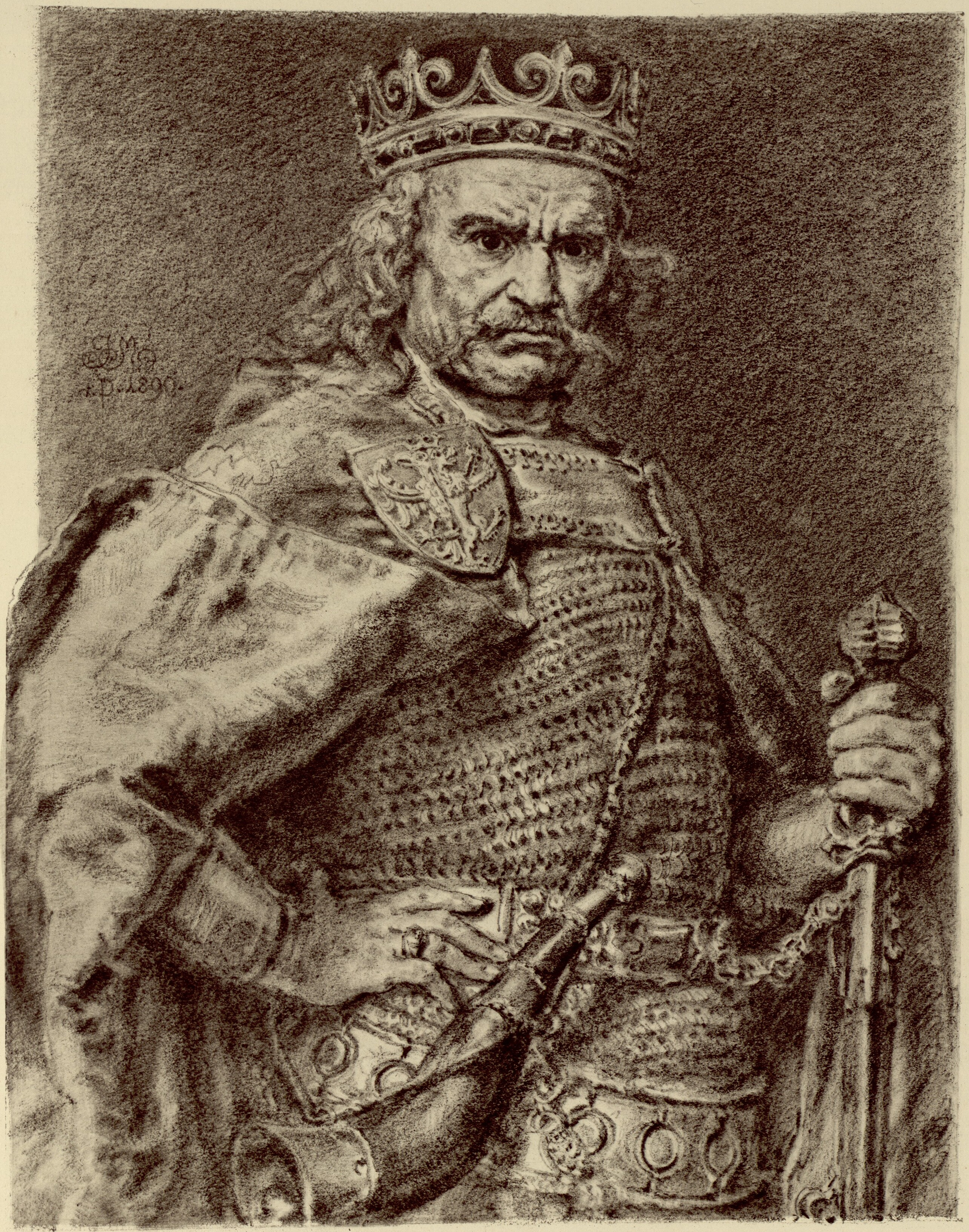
Jan Matejko, Władysław Łokietek, 1890

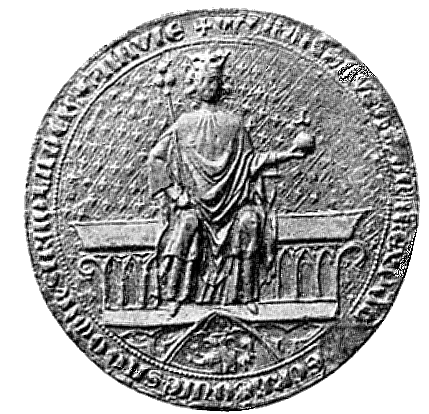
Pieczęć majestatyczna Władysława Łokietka

Od 1318 roku przedstawiciele Władysława Łokietka i polskiej administracji kościelnej podejmowali w Awinionie próby przekonania papieża do jego koronacji. Jan XXII ostatecznie wyraził zgodę, zarazem jednak odmówił Łokietkowi tytułu króla polskiego, respektując tym samym prawa Jana Luksemburskiego. W efekcie 20 stycznia 1320 Władysław Łokietek został w Krakowie koronowany na króla Krakowa. Królem polskim określano go jedynie wewnątrz jego państwa, poza nim tytuł ten odnoszono do władcy Czech. Władztwo Łokietka ograniczone było do dwóch głównych dzielnic – Małopolski i Wielkopolski, podczas gdy reszta terytorium dawnego państwa polskiego składała się z mniej lub bardziej niezależnych księstw piastowskich.
Pozycji Łokietka zagrażali trzej silni i wrogo do niego nastawieni sąsiedzi – zakon krzyżacki, Brandenburgia i Czechy. Jego jedynym silnym sojusznikiem był od 1320 król węgierski Karol Robert. Przypieczętowany małżeństwem króla Węgier z córką Władysława Łokietka układ był podstawowym gwarantem istnienia państwa krakowskiego. Łokietek wspierał także przeciwny Wittelsbachom obóz papieża Jana XXII. Na początku lat dwudziestych (1323) osadził dodatkowo przy wsparciu i aprobacie węgierskiej na tronie księstwa halicko-wołyńskiego Bolesława Trojdenowicza (Jerzego II). Manewr ten zapewnił stabilną sytuację na granicy południowo-wschodniej, aż do roku 1340.

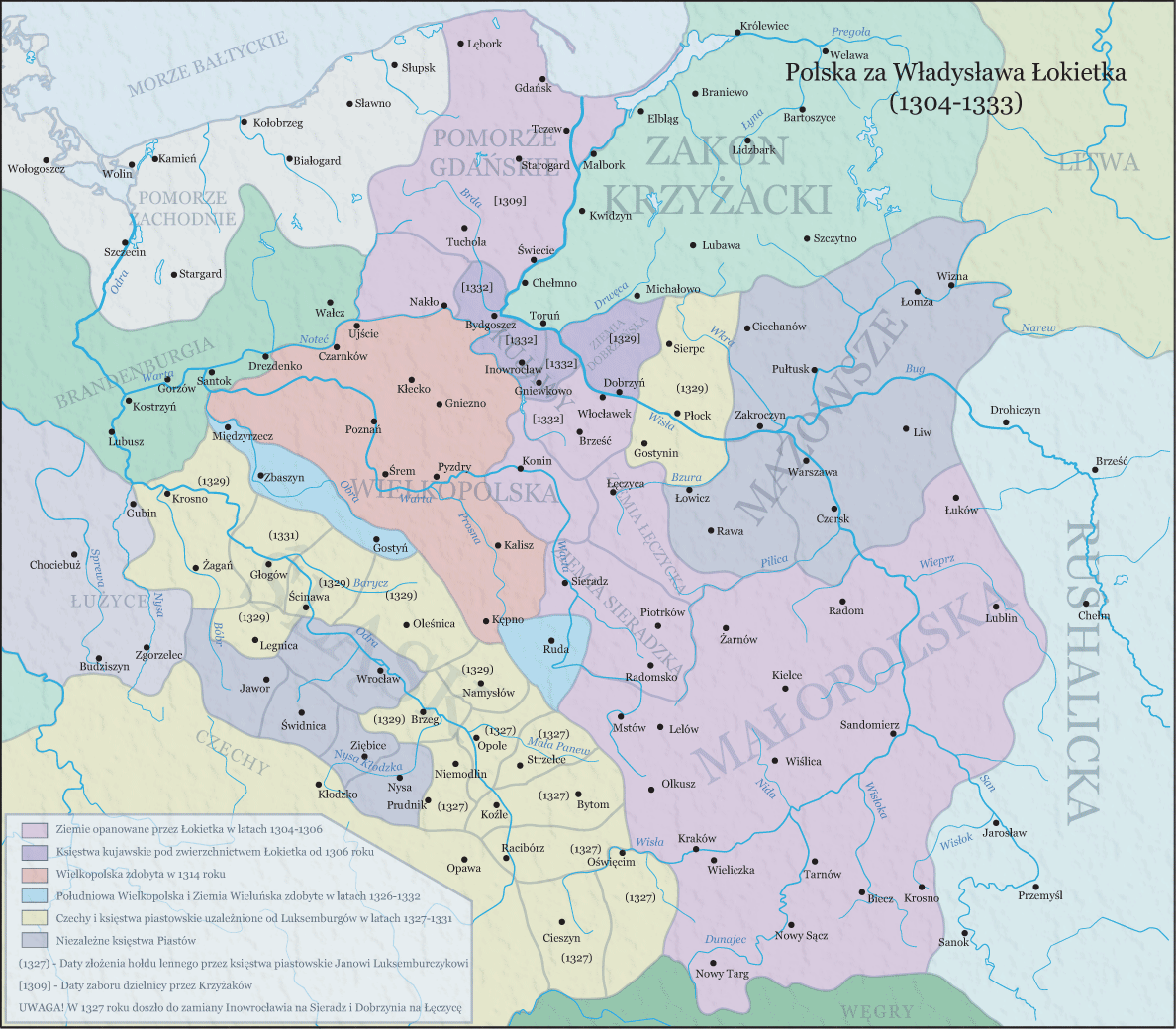
Polska za Władysława Łokietka w latach 1304–1333

Priorytetem dla króla krakowskiego było odzyskanie Pomorza Gdańskiego. W 1319 strona polska złożyła w kurii oficjalną skargę na Krzyżaków. Papież uznał zasadność zarzutów i wyznaczył trzech sędziów mających przeprowadzić proces. Ten trwał od maja 1320 do lutego 1321 i zakończył się korzystnym dla Polski werdyktem. Zakon zobowiązano do zwrotu Pomorza Gdańskiego i wypłacenia 30 000 grzywien odszkodowania. Postanowienie to nie weszło jednak w życie, ponieważ Krzyżacy złożyli apelację. Papież nie zdecydował się na zajęcie jasnego stanowiska i tym samym sprawa uległa zawieszeniu. W sytuacji gdy zawiodły próby pokojowego rozwiązania konfliktu Łokietek przystąpił w 1325 do ryzykownego sojuszu z pogańską Litwą. Układ ze wschodnim sąsiadem umocniony został małżeństwem jego syna Kazimierza z córką księcia litewskiego Gedymina Aldoną Anną. Przy wsparciu Litwinów Łokietek najechał Mazowsze płockie, a następnie w 1326 zaatakował Brandenburgię, w której władzę właśnie przejęli bawarscy Wittelsbachowie. Najazd spotkał się z powszechną krytyką i został uznany za uderzenie pogan na ziemie chrześcijańskie, ale pozwolił on wymusić na Brandenburgii zawarty w 1329 układ sojuszniczy. Początkowe sukcesy były natomiast nikłe – Łokietek zyskał opinię sojusznika niewiernych, a dodatkowo musiał bronić się przed przygranicznymi uderzeniami Krzyżaków. Papież zachował neutralność wobec sporu – nie poparł, ale również nie potępił działań króla krakowskiego. Wcześniejszy atak na Mazowsze doprowadził natomiast do zawiązania układu sojuszniczego między księstwem płockim i zakonem krzyżackim. W odpowiedzi w 1327 Łokietek zaatakował Mazowsze, na co Krzyżacy zareagowali ofensywą na Kujawy. W konflikt dodatkowo wmieszał się roszczący sobie prawa do tytułu króla Polski Jan Luksemburski. W 1327 zaatakował Małopolskę, zatrzymując się dopiero u bram Krakowa. Zawieszenie broni zawarto w 1328 jedynie dzięki interwencji króla węgierskiego przeciwnego likwidacji państwa Łokietka. Prawdopodobnie wcześniej (1327) król krakowski zawarł wstępny układ z Karolem Robertem zakładający sukcesję andegaweńską w Polsce w razie wygaśnięcia dynastii Piastów. Wojska czeskie ruszyły w stronę Prus, by wspomóc działania zakonu krzyżackiego przeciw Litwie. Władysław Łokietek związany układem sojuszniczym wsparł księcia litewskiego Giedymina i uderzył na należącą do Krzyżaków ziemię chełmińską. Interwencja ta wpędziła króla krakowskiego w izolację polityczną, ostatecznie bowiem zyskał opinię sojusznika pogan. Sytuację wykorzystał Jan Luksemburski, który zawarł sojusz z zakonem, jako król polski nadał Krzyżakom Pomorze Gdańskie, a następnie wspólnie z nimi uderzył na ziemię dobrzyńską. Krzyżacy zajęli ją, natomiast Czesi zmusili Wacława, księcia płockiego do hołdu lennego. Tym samym Mazowsze znalazło się pod zwierzchnictwem Luksemburgów. Wojna trwała dalej, przybierając coraz bardziej niekorzystny dla Łokietka obrót. W 1329 Krzyżacy zaatakowali Kujawy, prawdopodobnie przy współpracy z wojewodą poznańskim Wincentym z Szamotuł. Odwetowa ofensywa króla Krakowa wspartego przez Węgrów, Litwinów i wojska ruskie na ziemię dobrzyńską w 1330 nie przyniosła rezultatu. Krzyżacy zorganizowali kolejną wyprawę w 1331, podczas której doszło do bitwy pod Płowcami, szeroko wykorzystanej przez propagandę obydwu stron. Prawdopodobnie starcie pozostało nierozstrzygnięte, ale duże straty po stronie krzyżackiej mogły opóźnić działania zakonu. Krzyżacy utrzymali ziemię dobrzyńską, a w 1332 zajęli także Kujawy. Dzięki pośrednictwu papieskiemu zawarto rozejm na jeden rok i zdecydowano o oddaniu sporu pod arbitraż królów węgierskiego i czeskiego. Korzystając z przerwy w walkach Łokietek zorganizował udaną wyprawę na władających południowo-zachodnią Wielkopolską Piastów głogowskich.
W 1333 w trakcie trwania zawieszenia broni Władysław Łokietek zmarł. Jego polityka doprowadziła do okrojenia terytorialnego państwa, ale zdołał on utrzymać koronę i dwie główne prowincje Polski. Odniósł natomiast porażki zarówno w walkach z zakonem krzyżackim, jak i działaniach mających doprowadzić do uzależnienia od siebie książąt śląskich i mazowieckich. Większość z nich uznała zwierzchnictwo czeskie, reszta natomiast utrzymała niezależność.

## Panowanie Kazimierza Wielkiego (1333–1370)

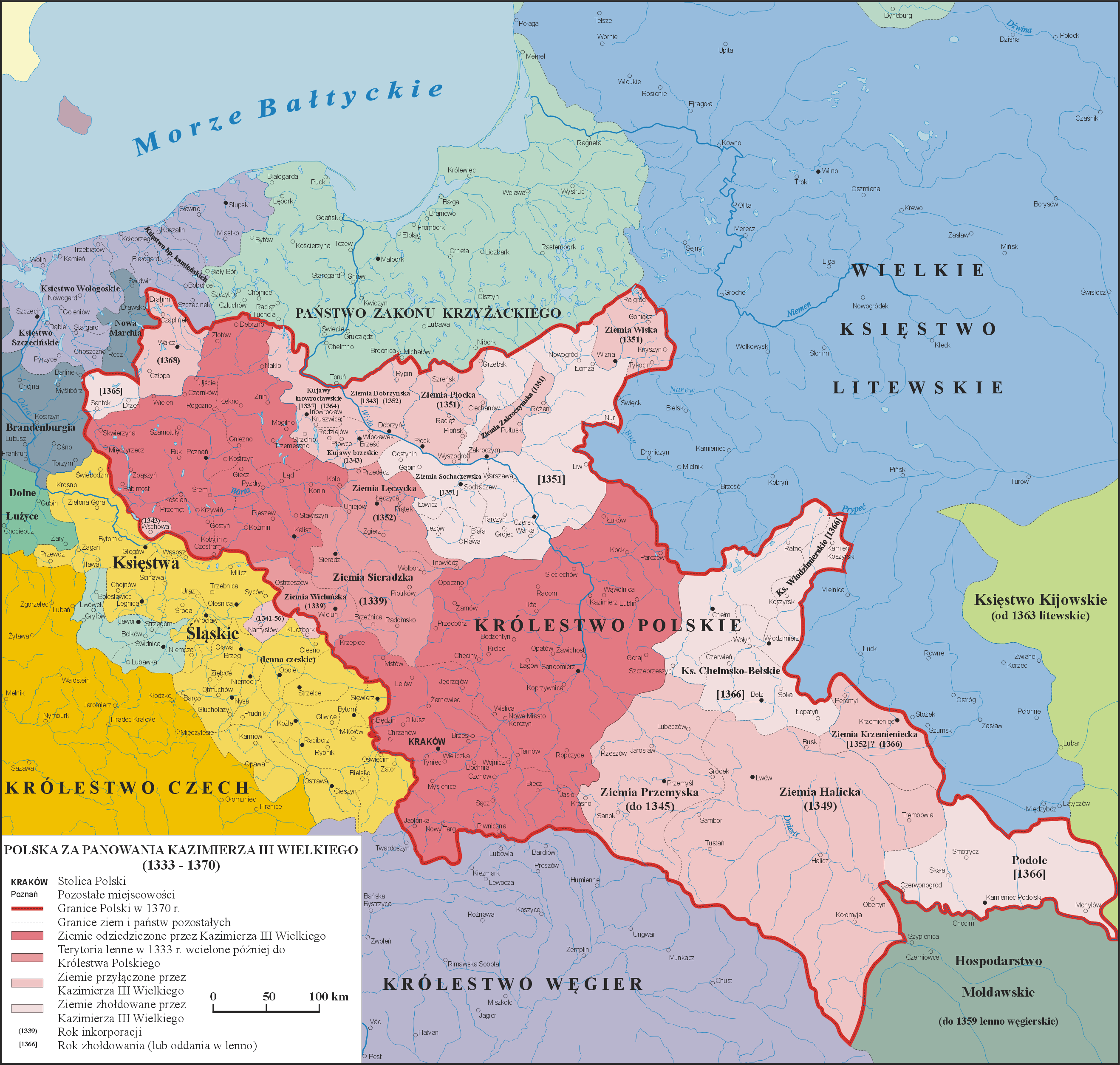
Mapa Polski za panowania Kazimierza III Wielkiego

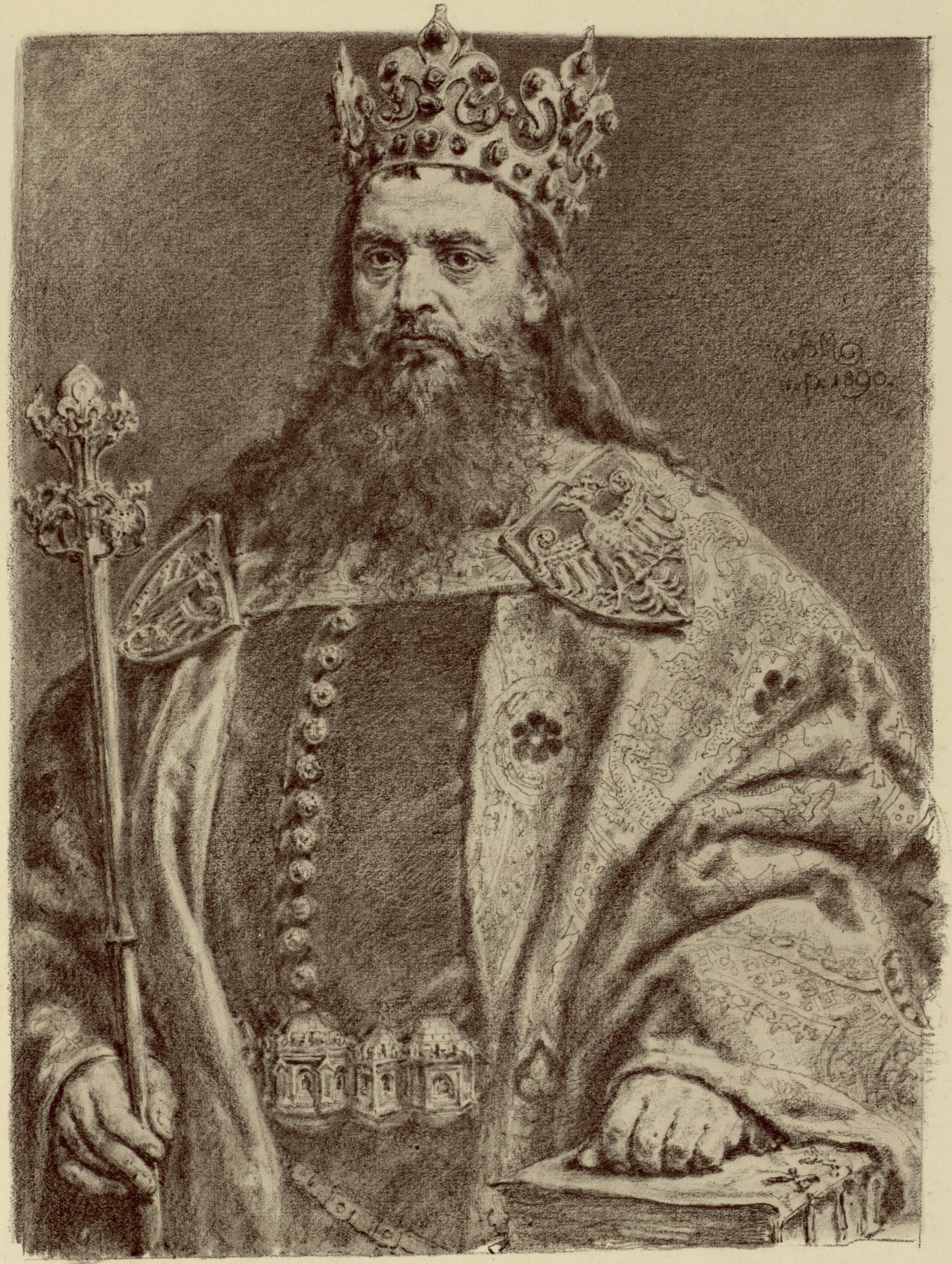
Jan Matejko, Kazimierz III Wielki, 1890

Jedyny syn Łokietka, który przeżył ojca – Kazimierz – został koronowany w dwa miesiące po śmierci ojca w katedrze wawelskiej. Odziedziczył on państwo okrojone do dwóch głównych dzielnic i łączących je ziem sieradzkiej i łęczyckiej, gdzie Łokietek osadził Piastów kujawskich. Podstawowym celem początkowego okresu rządów nowego króla było wyprowadzenie państwa z izolacji politycznej, rozwiązanie sporu z Krzyżakami i zakończenie wciąż formalnie trwającej wojny z Czechami. Jego polityka prowadzona przy wsparciu małopolskich doradców (m.in. archidiakona krakowskiego Jarosława z Bogorii i Skotnik, kasztelana krakowskiego Spicymira z Tarnowa i kanclerza Zbigniewa ze Szczyrzyca) cechowała się z jednej strony dużą ostrożnością, z drugiej zaś umiejętnością wykorzystania sprzyjającej koniunktury. Jeszcze przed koronacją udało się przedłużyć o rok rozejm z zakonem. Kiedy nowy termin mijał, prolongowano go do 1335. Krzyżacy wykazywali skłonności do ustępstw zgadzając się na oddanie sprawy pod arbitraż, a wstępnie nawet na wydanie Kujaw brzeskich w ręce księcia mazowieckiego Siemowita II.

### Polityka wobec Luksemburgów, Wittelsbachów i zakonu krzyżackiego
W tym samym czasie Kazimierz prowadził poprzez upoważnionych Wielkopolan rozmowy z Brandenburczykami. W lipcu 1333 zawarto z nimi układ pokojowy dotyczący przygranicznego współdziałania przeciw grabieżom i rozbojom. Możliwość szerzej zakrojonego działania dały Kazimierzowi zmiany, jakie zaszły na arenie międzynarodowej w połowie lat 30. Zmarł wtedy książę karyncki Henryk, a spór o spadek po nim podzielił główne dynastie regionu: Habsburgów, Wittelsbachów i Luksemburgów. Pierwsze dwa rody sprzymierzyły się, co wpędziło Jana Luksemburskiego w osamotnienie i zmusiło do szukania nowych sojuszników. Sytuację tę postanowił wykorzystać król Kazimierz. Zwrócił się on w maju 1335 z propozycją połączenia sił do Wittelsbachów. Wstępny traktat, którego ratyfikację przewidziano na czerwiec, zakładał małżeństwo córki Kazimierza Wielkiego z młodszym synem cesarza Ludwika IV Wittelsbacha oraz sojusz skierowany przeciw każdemu naruszającemu pokój. Ratyfikację układu wyznaczono na koniec czerwca. Na plany Kazimierza szybko zareagowali Luksemburgowie, którzy uznali je za niebezpieczne dla siebie. Pod koniec maja 1335 do Sandomierza przybył syn króla czeskiego, margrabia morawski Karol. W efekcie rozmów z nim podpisano układ rozejmowy. Zawierając go, Luksemburgowie złamali zobowiązanie wobec zakonu z 1332, kiedy oświadczyli, że nie będą wchodzić w żadne układy z królem Krakowa. Rozwiązanie sporu z południowym sąsiadem było dla Kazimierza priorytetem, starał się więc możliwie opóźnić ratyfikację układu z Brandenburgią. Wysłał do Wittelsbachów poselstwo, które miało uściślić traktat sojuszniczy, a tym samym zyskał dodatkowy czas, bowiem ratyfikację układu przesunięto na 8 września. Król Krakowa wykorzystał przeszło 2 zdobyte miesiące i zorganizował spotkanie swojego poselstwa z Janem Luksemburskim. Doszło do niego w Trenczynie na należącej do Królestwa Węgierskiego Słowacji. Tym razem Kazimierza reprezentowali wyłącznie dostojnicy małopolscy, którzy zyskiwali coraz silniejszą pozycję w państwie. Na zakończenie obrad 24 sierpnia 1335 pełnomocnicy stron podpisali układ w Trenczynie, w którym oświadczali, że Luksemburgowie są gotowi do zawarcia pokoju i zrzeczenia się tytułu króla Polski. W zamian Kazimierz miał zobowiązać się, że nie naruszy stanu posiadania Czech na Śląsku i Mazowszu. Kwestii samych jego praw do tych terytoriów prawdopodobnie wcale nie poruszano. Po spotkaniu Jan Luksemburski usunął ze swojej tytulatury określenie „król Polski”, a jego kancelaria zaprzestała nazywania Kazimierza królem Krakowa. Powszechnie oczekiwano, że wstępny układ zostanie ratyfikowany przez Kazimierza, ten jednak zwlekał z wystawieniem ostatecznych dokumentów, oczekując na dalszy rozwój wydarzeń. Wyznaczony na październik termin wymiany dokumentów minął, co pozostawiło sprawę tytułu króla Polski nierozwiązaną.

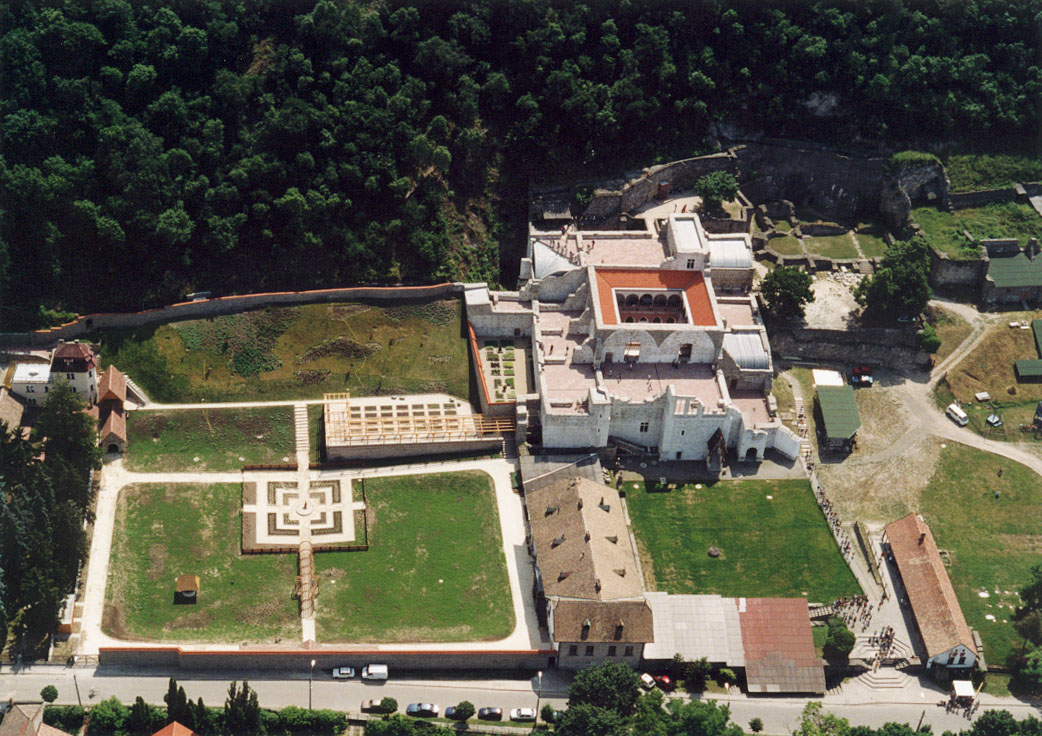
Pałac w Wyszehradzie

Jednocześnie ze sprawą czeską Kazimierz prowadził działania mające na celu rozwiązanie sporu z Krzyżakami. Około lipca 1335 król i arcybiskup gnieźnieński złożyli papieżowi Benedyktowi XII skargi na Krzyżaków. Zakon odpowiedział na zarzuty wysyłając do stolicy papieskiej odpisy dokumentów poświadczających nadanie mu Pomorza i innych ziem. Proces nie miał szans na szybkie zakończenie, a właściwe decyzje miały zapaść w Wyszehradzie podczas sądu arbitrażowego. W roli arbitrów występowali Karol Robert i Jan Luksemburski. Podyktowali oni wstępne warunki układu pokojowego między zakonem i Polską. Unieważniono nadanie Krzyżakom ziemi dobrzyńskiej z 1329. Miała ona wraz z Kujawami przejść w ręce Kazimierza. Pomorze natomiast miało pozostać przy zakonie jako wieczysta jałmużna króla polskiego. Krzyżacy mieli także zachować ziemię chełmińską. Postanowiono dodatkowo, że strony zrzekną się wszelkich odszkodowań wojennych i udzielą amnestii zbiegom. Kazimierz rozpoczął działania mające na celu wprowadzenie postanowień w życie, jednak podobnie jak przy układach trenczyńskich zwlekał z ostateczną decyzją, czekając na efekty procesu prowadzonego w kurii. Zjazd w Wyszehradzie pozwolił natomiast ostatecznie rozwiązać spór z Czechami na korzystniejszych niż wcześniej dla Kazimierza warunkach. Król Polski wykupił od Jana Luksemburskiego sporny tytuł w zamian za 20 000 kop groszy praskich. Zarazem nie złożył żadnych zobowiązań co do Śląska i Mazowsza. Układ sojuszniczy umocniono projektem małżeństwa córki Kazimierza Elżbiety z wnukiem Jana Luksemburskiego Janem.
Jan Luksemburski został sojusznikiem Kazimierza, jednak w sprawie sporu z zakonem nadal utrzymywał stanowisko prokrzyżackie. Przyjął rolę mediatora, a do rozmów miało dojść w 1337 w Inowrocławiu. Dzień przed ich rozpoczęciem król czeski wydał uroczyste oświadczenie przypominające o nadaniu Krzyżakom Pomorza w 1329. Manifestację tę odebrano jako jawne wsparcie zakonu w sporze. Luksemburg wystawił też dokument w którym brał zakon pod swoją opiekę. Także Kazimierz starał się wzmocnić swoją pozycję. Zawarł w marcu 1337 układ z księciem łęczycko-dobrzyńskim Władysławem Garbatym, w którym ten drugi zobowiązał się do przekazania królowi przynależnego mu księstwa kujawskiego w zamian za nadaną dożywotnio ziemię łęczycką. Układ ten mógł mieć znaczenie w dalszych rokowaniach z zakonem, bowiem przekreślał postanowienia wyszehradzkie, zakładające zwrot Kujaw nie królowi Kazimierzowi, ale księciu Władysławowi.
Punktem wyjścia dla rozmów prowadzonych w Inowrocławiu był układ wyszehradzki. Tym razem jednak król polski uzyskał znacznie korzystniejsze warunki. Przede wszystkim zrezygnowano z formuły nadania Pomorza jako wieczystej jałmużny. Król Polski nie potwierdził żadnych nadań dla tego terytorium, a jedynie zrzekał się do niego wszelkich praw przysługujących mu po ojcu. Także forma przekazania zakonowi ziemi chełmińskiej była korzystniejsza – król potwierdzał jej posiadanie przez zakon, zarazem jednak nie rezygnował z odziedziczonych po przodkach praw donatora. Układ dodatkowo opatrzono dokumentami, w których król Polski wykluczał możliwość przyszłego sojuszu z Litwą, obiecywał amnestię dla swoich poddanych walczących po stronie zakonu, zobowiązywał się do wypuszczenia jeńców i rezygnował z wszelkich odszkodowań. Zgodził się także na spełnienie żądań krzyżackich co do węgierskich gwarancji dla traktatu pokojowego. Kazimierz miał się wystarać o odpowiedni dokument, który wykluczałby ewentualne prawa Karola Roberta do Pomorza. Jak widać, już wtedy uwzględniano możliwość dziedziczenia Andegawenów po nieposiadającym męskiego potomka Piaście. Ostateczne postanowienia pokojowe spisano w jednym akcie i opatrzono pieczęciami obu stron. Wyznaczono też trzymiesięczny termin ratyfikacji. Po niej Kazimierz miał odzyskać Kujawy i ziemię dobrzyńską. Część postanowień pokojowych zrealizowano od razu, w efekcie czego Kazimierz przejął Kujawy inowrocławskie i kasztelanię dobrzyńską.

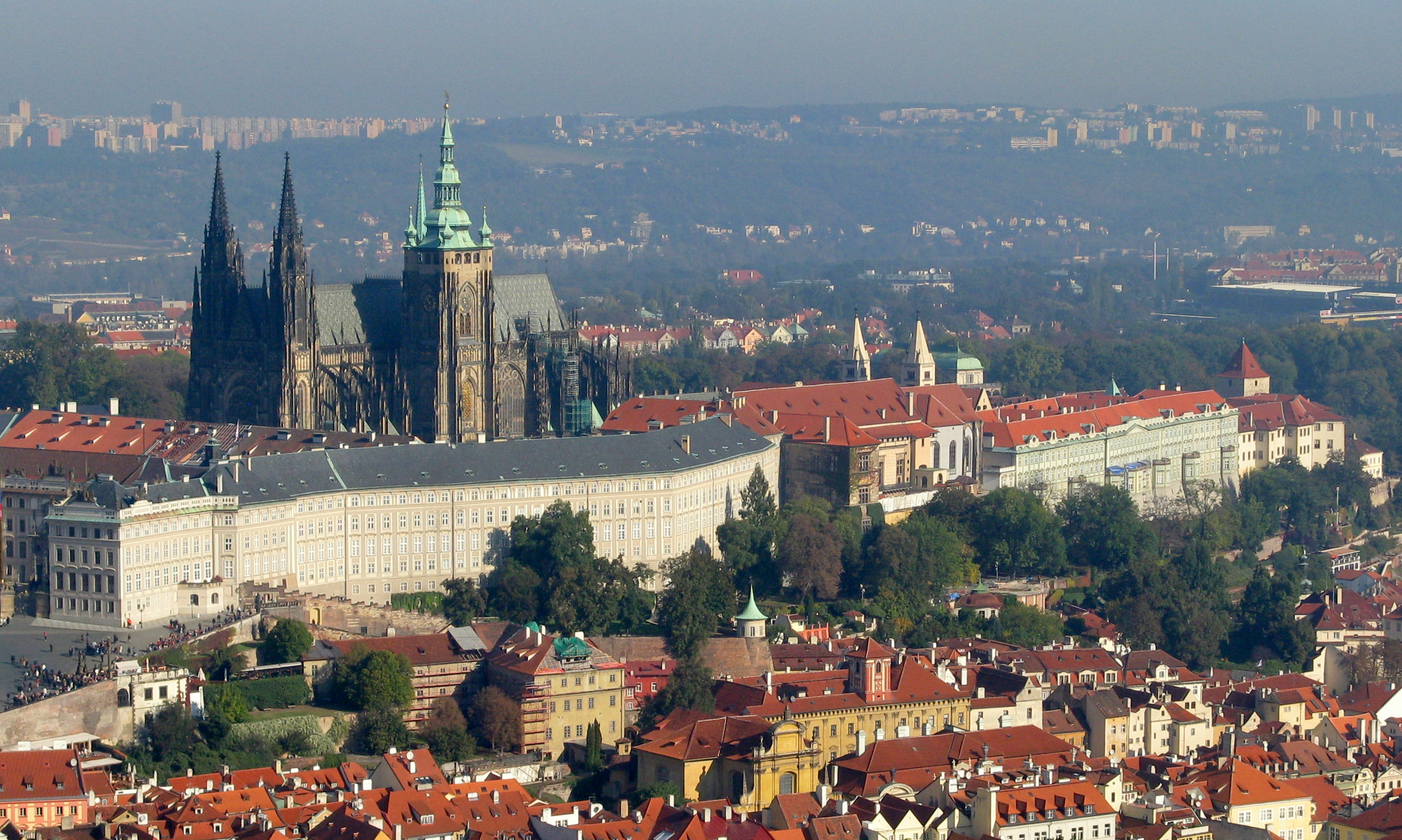
Widok na zamek i katedrę praską

W stosunkach polsko-krzyżackich nastąpił kolejny okres wyczekiwania. Kazimierz nie ratyfikował układu, tłumacząc się trudnościami w uzyskaniu wymaganego dokumentu od Karola Roberta. W rzeczywistości czekał na wynik postępowania prowadzonego przez stolicę apostolską. Papieska komisja uznała bowiem zasadność polskich zarzutów i w 1338 przygotowania do procesu weszły w decydującą fazę. Odbył się on w 1339 w Warszawie w trybie zaocznym, pomimo że władze zakonu zakwestionowały kompetencje wyznaczonych przez papieża sędziów i odmówiły przyjęcia pozwu. Werdykt został wydany 15 września 1339 i w pełni odpowiadał polskim żądaniom. Sędziowie zobowiązali zakon do zwrotu Pomorza, Kujaw, ziemi dobrzyńskiej i michałowskiej, a także do wypłacenia wysokiego odszkodowania pieniężnego. Krzyżacy złożyli apelację, a papież pomimo polskich starań dyplomatycznych dopatrzył się uchybień formalnych i nie zatwierdził werdyktu. Korzystny wyrok warszawski został ostatecznie odrzucony w 1341, kiedy Benedykt XII wyszedł z własną inicjatywą rozwiązania sporu. Uznał prawa zakonu do Pomorza, a sugerował jedynie zwrot ziem zajętych w ostatniej wojnie Krzyżaków z Łokietkiem. Taki rozwój sytuacji wpłynął niewątpliwie na zmiany w polityce polskiej, które nastąpiły na początku lat 40. Oznaczały one przede wszystkim większe uniezależnienie się od Andegawenów i zwrot w stronę Luksemburgów. Kazimierz odwiedził Pragę w lipcu 1341, gdzie określono zasady nowego sojuszu polsko-czeskiego. Miał on zostać przypieczętowany małżeństwem Kazimierza z córką Jana Luksemburskiego Małgorzatą. Narzeczona zmarła przed ceremonią, mimo to zawarto sojusz, a Karol Morawski zaaranżował ślub króla polskiego z księżniczką heską Adelajdą.
Jesienią 1341 doszło do kolejnych rozmów w sprawie krzyżackiej, tym razem prowadzonych w Toruniu w obecności przedstawicieli Luksemburgów, Karola Roberta, Kazimierza Wielkiego i wielkiego mistrza krzyżackiego Dytrycha von Altenburga. Śmierć tego ostatniego doprowadziła do przerwania pertraktacji. Wkrótce zmarli także Karol Robert, Benedykt XII i wielki przeciwnik Krzyżaków, arcybiskup gnieźnieński Janisław. W efekcie na dworze polskim osłabły tendencje do kontynuowania sporu – starych doradców związanych z Łokietkiem, zastąpili nowi, bardziej skłonni do zawarcia pokoju. Zarazem zmiany na tronach papieskim i węgierskim zachęciły Kazimierza do szukania ostatecznego rozwiązania konfliktu. Nowy papież Klemens VI nie wysunął żadnych propozycji rozwiązania sporu, natomiast następca Karola Roberta, Ludwik skupił się na polityce południowej i nie był skłonny do angażowania się w spór polsko-krzyżacki.
Definitywne rozwiązanie konfliktu nie okazało się rzeczą łatwą. Pertraktacje utrudniała zarówno głęboka nieufność obydwu stron, jak i sprzeciw elit wielkopolskich, które w przeciwieństwie do możnowładców Małopolski nie były skłonne do ugody. Ostatecznie rozmowy rozpoczęto w 1343, co w dużej mierze było zasługą pełniącego rolę mediatora arcybiskupa gnieźnieńskiego Jarosława Bogorii ze Skotnik – wybitnego polityka i jednego z najbardziej zaufanych doradców Kazimierza Wielkiego. Jeszcze przed podjęciem pertraktacji król polski wzmocnił swoją pozycję, zawierając antykrzyżacki sojusz z książętami Pomorza Zachodniego. Układ ten umocniony został małżeństwem księcia Bogusława V z córką Kazimierza Elżbietą.

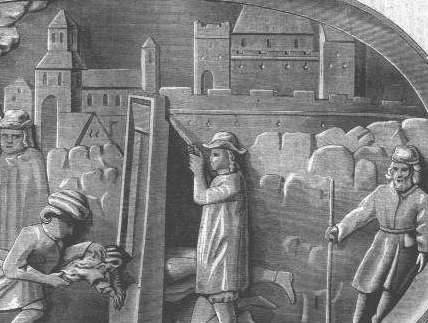
Zamek Królewski w Kaliszu, XIV–XV w.

Do rokowań doszło na Zamku Królewskim w Kaliszu, a punktem wyjścia były postanowienia inowrocławskie z 1337. Wobec zmienionej sytuacji politycznej żadna ze stron nie odwoływała się już do wyników arbitrażu wyszehradzkiego. Według nowego dokumentu Kazimierz zrezygnował z praw do wszystkich terytoriów posiadanych przez zakon, potwierdził nadanie Krzyżakom ziemi chełmińskiej i michałowskiej, a także zrezygnował na ich rzecz z praw do Pomorza Gdańskiego. W zamian zakon miał zwrócić Polsce Kujawy i ziemię dobrzyńską. Dodatkowe dokumenty regulowały kwestie szczegółowe, takie jak wysłanie poselstwa do Awinionu mającego wystarać się o papieską konfirmację, zapewnienie wolności jeńcom, wprowadzenie amnestii dla poddanych, którzy przeszli na służbę drugiej strony. Kazimierz zobowiązał się także do niepopierania pogan, czyli Litwinów przeciwko Krzyżakom. Osobny dokument zapewniał, że Andegawenowie w razie przejęcia władzy w Polsce nie będą starać się o odzyskanie ziem przekazanych zakonowi. Zasadniczą treść traktatu uzgodniono na początku lipca 1343, natomiast 23 dnia tego miesiąca odbyła się w Wierzbicy koło Inowrocławia uroczysta wymiana dokumentów połączona z ceremonią zaprzysiężenia pokoju. Aby zapobiec komplikacjom wiążącym się z gwarancjami węgierskimi (według strony polskiej one właśnie uniemożliwiły ratyfikację układów inowrocławskich), wprowadzono do nowego traktatu gwarancje społeczne. Udzielili ich książęta mazowieccy, dobrzyńsko-kujawscy, przedstawiciele elit Małopolski i Wielkopolski, a także główne miasta królestwa. W dokumentach wystawcy zobowiązywali się do przestrzegania postanowień traktatu kaliskiego i wypowiedzenia władzy posłuszeństwa, jeśli ta próbowałaby je naruszyć. Osobne akty wystawili także przedstawiciele duchowieństwa, którzy zrzekali się odszkodowań za straty materialne poniesione w efekcie wojny zakonu z Łokietkiem, a tym samym przekreślali korzystny dla siebie werdykt warszawski.
Podpisanie traktatu pokojowego Polski z zakonem otworzyło nowy okres w stosunkach między obydwoma państwami. Wprawdzie elity wielkopolskie były mu w dużej części niechętne, a nawet oskarżały króla o zbyt duże ustępstwa, jednak układ pozwolił trwale zaangażować się w sprawy ruskie i zapewnił pokój polsko-krzyżacki na przeszło pół wieku.

### Ekspansja na wschód

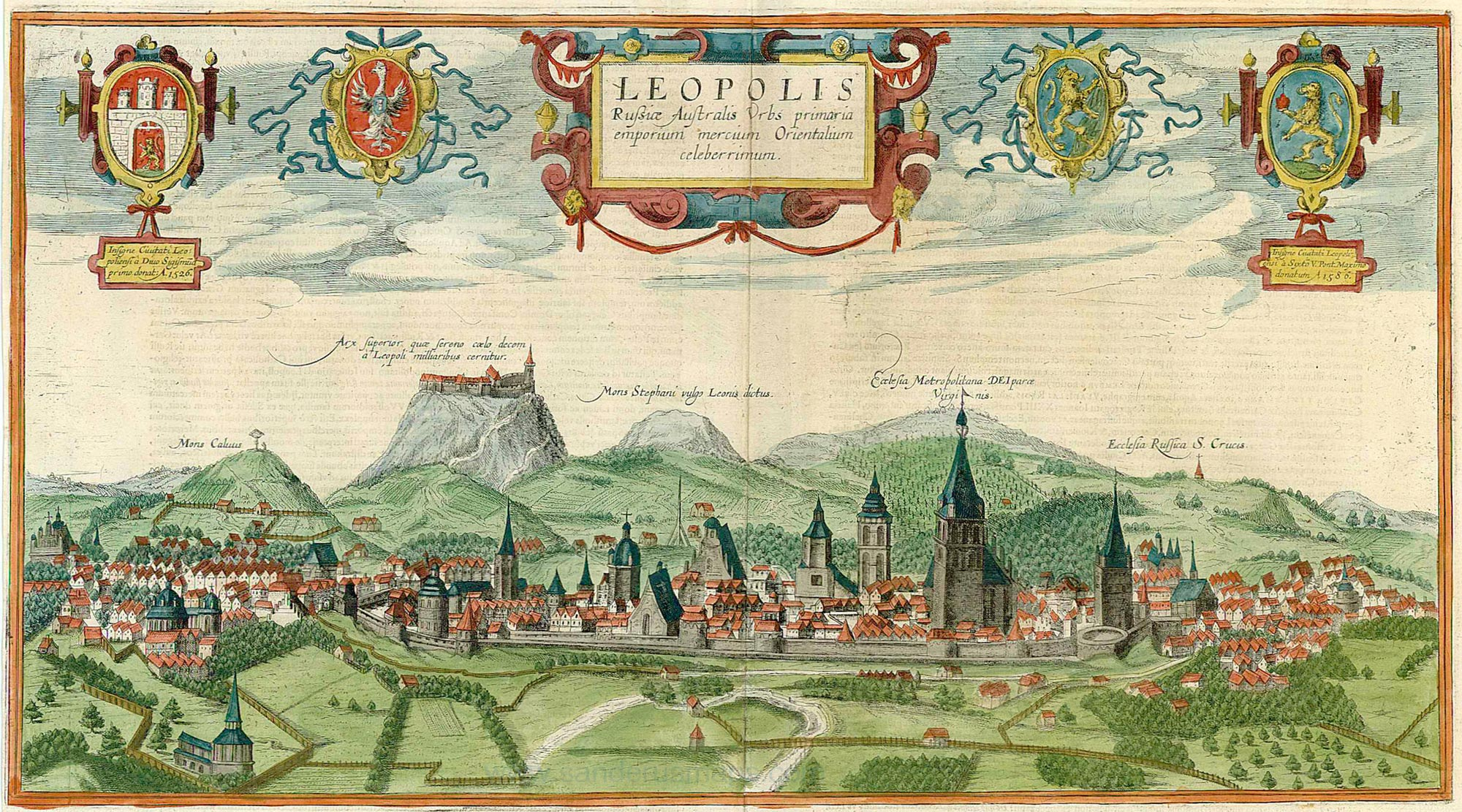
Widok Lwowa z 1613

W sytuacji, gdy odzyskanie Pomorza stawało się coraz mniej realne, a Andegawenowie i Luksemburgowie zacieśniali stosunki między sobą (układ sojuszniczy z 1338 wymierzony pośrednio przeciwko Kazimierzowi), król Polski zmuszony był szukać możliwości ekspansji w nowym kierunku. W 1338 w Wyszehradzie doszło do spotkania króla Polski z Karolem Robertem, w którym prawdopodobnie wziął udział także książę ruski Bolesław Trojdenowic (Jerzy II). Historycy przypuszczają, że dokonano wtedy jakichś trójstronnych uzgodnień w sprawie następstwa na tronie ruskim w wypadku bezpotomnej śmierci Trojdenowica. Możliwe, że już wcześniej książę ruski obiecał Ruś Halicko-Włodzimierską swojemu krewniakowi, Kazimierzowi, w zamian za poparcie. Węgierska konfirmacja mogła być konieczna ze względu na dawne węgierskie pretensje do ruskiego dziedzictwa i układy sukcesyjne między Piastami i Andegawenami. Być może swoiste przyzwolenie dla ekspansji Kazimierza na wschód wyszło także od Czechów – tłumaczyłoby to wystawienie przez króla Polski w lutym 1339 dokumentu zapewniającego, że nie naruszy on luksemburskiego stanu posiadania na Śląsku i Mazowszu.
W kwietniu 1340 Bolesław Trojdenowic został otruty przez bojarów, co doprowadziło do opróżnienia tronu ruskiego. Państwo to formalnie podlegało Tatarom, ale pretensje do jego terytorium wysuwali także pozostali sąsiedzi: Polska, Litwa i Węgry. Szczególnie zainteresowany w rozszerzeniu swego władztwa na wschód był Kazimierz Wielki. Zaraz po śmierci Trojdenowica wkroczył on na Ruś, dotarł do Lwowa i zagarnął zawartość skarbca książęcego. Samo miasto spalił, a przebywających w nim kupców zabrał ze sobą do Polski. Wypad ten był jedynie demonstracją siły – do właściwej wyprawy wojennej doszło w dwa miesiące później przy wsparciu węgierskim. W jej efekcie Kazimierz zajął w 1349 r. Ruś Halicką. Ziemię sanocką prawdopodobnie włączył do Polski, natomiast na pozostałych terenach ustanowił władzę namiestniczą miejscowego bojara Dymitra Detki. Część dziedzictwa Trojdenowica (Łuck, Chełm, Bełz) dostała się w ręce Litwinów.
Kazimierz odniósł doraźny sukces, jednak jego wyprawa ruska miała stać się początkiem wieloletnich walk z Tatarami. Już w 1340 najechali oni południowo-wschodnią Polskę i Węgry. O powadze sytuacji świadczy fakt, że Kazimierz zwrócił się o pomoc do innych władców i papieża. Udało mu się przedstawić walkę z Tatarami jako krucjatę i w efekcie uzyskać dwuletnie zwolnienie z dziesięciny. W kolejnych latach król Polski wielokrotnie korzystał z tej metody uzupełniania zawartości skarbca.

### Wojna o Wschowę

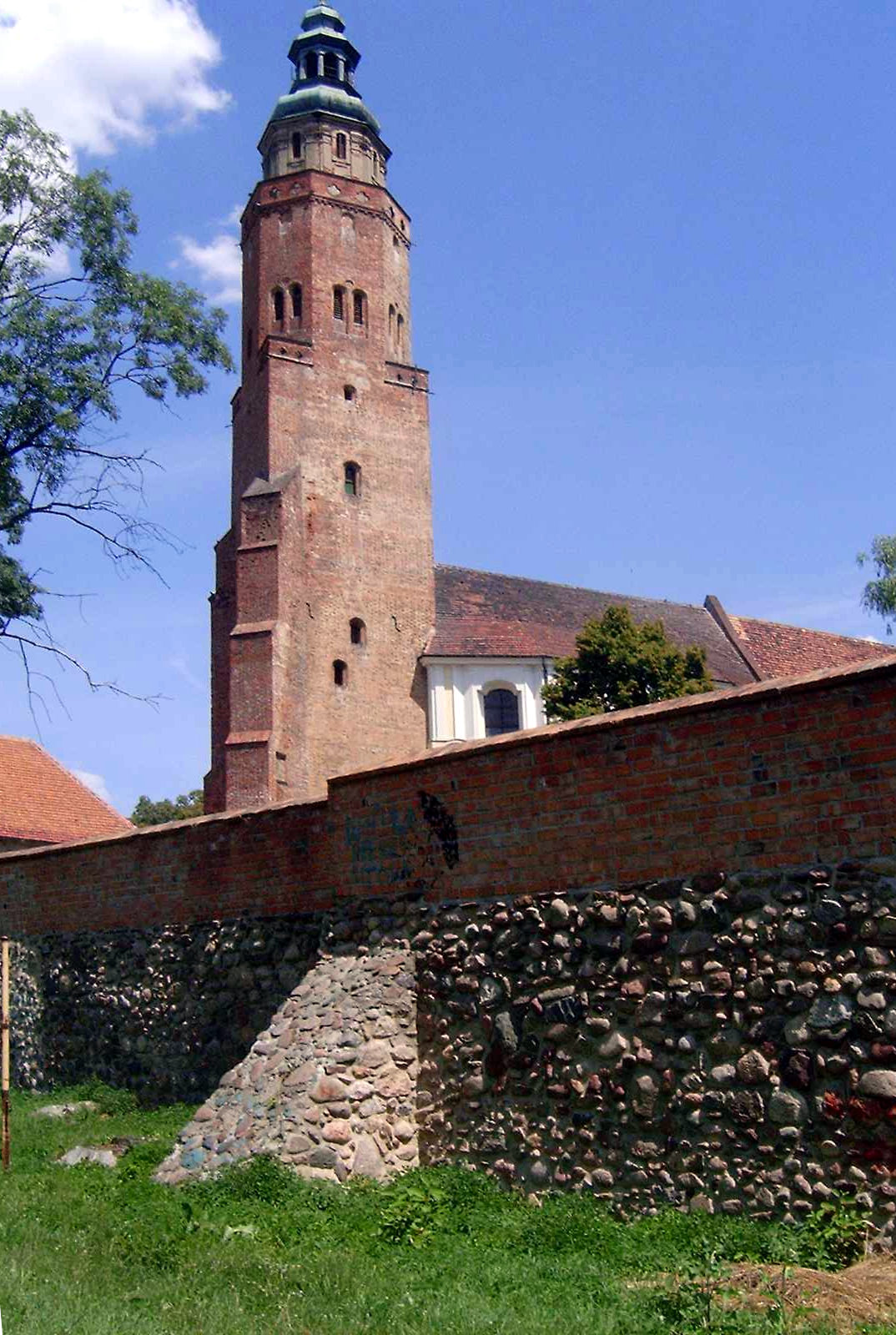
Średniowieczne mury obronne i wieża kościoła farnego we Wschowie

Kazimierz zaangażował się w działania na wschodzie, zarazem jednak nie zamierzał rezygnować z prób odzyskania włości piastowskich na Śląsku. W 1342 zmarł książę żagański Henryk IV Wierny, po którym władzę objął syn Henryk V Żelazny. Zwlekał on ze złożeniem hołdu lennego Luksemburgom, zarazem snując plany odzyskania pozostającego od 1331 roku w rękach czeskich Głogowa. Henryk V uderzył na Głogów i zajął go w pierwszej połowie 1343. W tej sytuacji Kazimierz mógł zdecydować się na sojusz z księciem żagańskim, co zmieniłoby geografię polityczną w całej dzielnicy śląskiej. Król Polski wybrał jednak inne rozwiązanie. Zaatakował Henryka Żelaznego i sprzymierzonych z nim Jana ścinawskiego i Konrada oleśnickiego celem odzyskania znajdującej się w historycznych granicach Wielkopolski ziemi wschowskiej. Po początkowych niepowodzeniach wojska Kazimierza zdobyły Wschowę, spustoszyły księstwa żagańskie i ścinawskie, a także spaliły samą Ścinawę. Książęta śląscy zmuszeni zostali do proszenia o pokój, zgodnie z którym ziemia wschowska przeszła w ręce Kazimierza. Lokalny konflikt był na rękę Luksemburgom, bowiem pokonany książę żagański skierował się w stronę Czechów i już w listopadzie 1344 w Pradze złożył hołd lenny Janowi Luksemburskiemu. Ten zwrócił księciu wszystkie zajęte ziemie w tym połowę Głogowa, a także obiecał udzielić mu pomocy w odzyskaniu Wschowy.

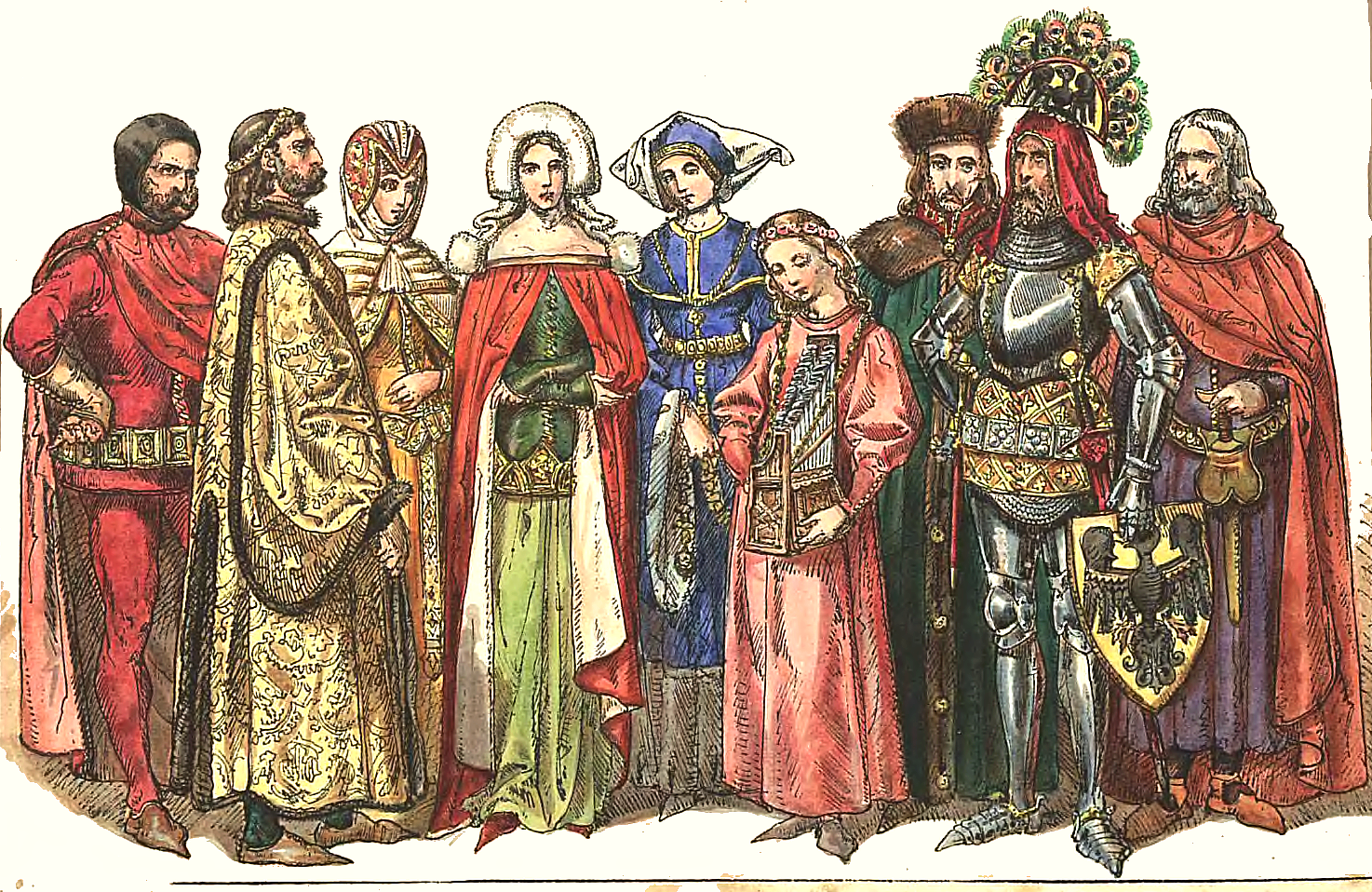
Możnowładztwo polskie 1333–1434

### Wojna z Luksemburgami
Początkowo nic nie wskazywało, że niewielki konflikt na Śląsku będzie mieć dalej sięgające reperkusje. Doprowadził on jednak do wzmocnienia Jana Luksemburskiego, który zyskał w Henryku Żelaznym wiernego wasala i sojusznika. Stosunki między królami czeskim i polskim pogarszały się, co skłoniło drugiego z nich do szukania nowych sojuszników. W styczniu 1345 Kazimierz Wielki zawarł sojusz z Wittelsbachami, co miało zapoczątkować ściślejszą współpracę z Brandenburgią. Zmontowanie tego układu było prawdopodobnie dziełem sprzymierzonego z Kazimierzem ostatniego niezależnego księcia na Śląsku, Bolka II Małego. Sojusz nie zakładał tego bezpośrednio, wymierzony był jednak przeciw Luksemburgom. Układ przypieczętowało zawarte w połowie 1345 małżeństwo córki Kazimierza Kunegundy i syna cesarza Ludwika IV – Ludwika Rzymskiego. Faktem stała się szeroka koalicja antyczeska złożona z Polski, Brandenburgii, księstwa świdnickiego i Węgier. Jej powstanie zaniepokoiło nawet papieża, który bezskutecznie próbował oponować przeciw przekazaniu tronu cesarskiego Ludwikowi Wittelsbachowi.
Stosunki Polski z Czechami dalej się pogarszały. Znamiennym wydarzeniem było uwięzienie w marcu 1345 w Kaliszu wracającego z pruskiej wyprawy Karola morawskiego, syna Jana Luksemburskiego, a zarazem kandydata na cesarza. Oficjalnym powodem miały być niespłacone długi. Karol wkrótce zbiegł, ale incydent nie poszedł w zapomnienie. W maju Jan Luksemburski zaatakował księstwo świdnickie Bolka II, sprzymierzonego zarówno z cesarzem, jak i Kazimierzem. Do wojny włączył się król Polski, który zaatakował Księstwo opawskie. Czesi w odpowiedzi ruszyli w stronę Krakowa i rozpoczęli oblężenie stolicy Królestwa Polskiego. Na pomoc Kazimierzowi przybyły posiłki węgierskie, które w potyczkach pod Lelowem i Będzinem zadały dotkliwe straty Czechom. Do wojny nie włączył się cesarz, pomimo zobowiązań sojuszniczych. Nie widząc szans na powodzenie, Jan Luksemburski odstąpił od oblężenia Krakowa, a we wrześniu zawarł na okres dwóch miesięcy rozejm z Kazimierzem i Bolkiem II Małym. W rozwiązanie konfliktu aktywnie włączył się popierający Luksemburgów papież Klemens VI, który na celu miał przede wszystkim pozbawienie tronu cesarskiego Ludwika Wittelsbacha. W 1346 ogłosił jego detronizację, na co elektorzy rzeszy zareagowali wyborem na króla Niemiec Karola Luksemburskiego. W tym samym roku zmarł Jan Luksemburski, a w kolejnym Ludwik Wittelsbach. W zmienionej sytuacji politycznej tlący się konflikt polsko-czeski stracił znaczenie dla stolicy apostolskiej. W efekcie zarówno Kazimierz, jak i Karol Luksemburski dążyli do zakończenia wojny. Król Polski i Bolko II starali się jeszcze wzmocnić zakulisowymi działaniami swoją pozycję na Śląsku, ale jedynym widocznym rezultatem było przejęcie przez tego drugiego opróżnionego tronu księstwa jaworskiego. Tymczasem król Niemiec i Czech wydał w kwietniu 1348 serię dokumentów uroczyście potwierdzających prawa Luksemburgów do Śląska i oficjalnie inkorporujących go oraz Łużyce do Korony Królestwa Czeskiego. W nieco ponad pół roku później, w listopadzie 1348, Polska i Czechy zawarły w Namysłowie układ formalnie kończący wojnę. Pomijając formularzową retorykę, nie przynosił on żadnych zmian terytorialnych.

### Konflikt z Litwą

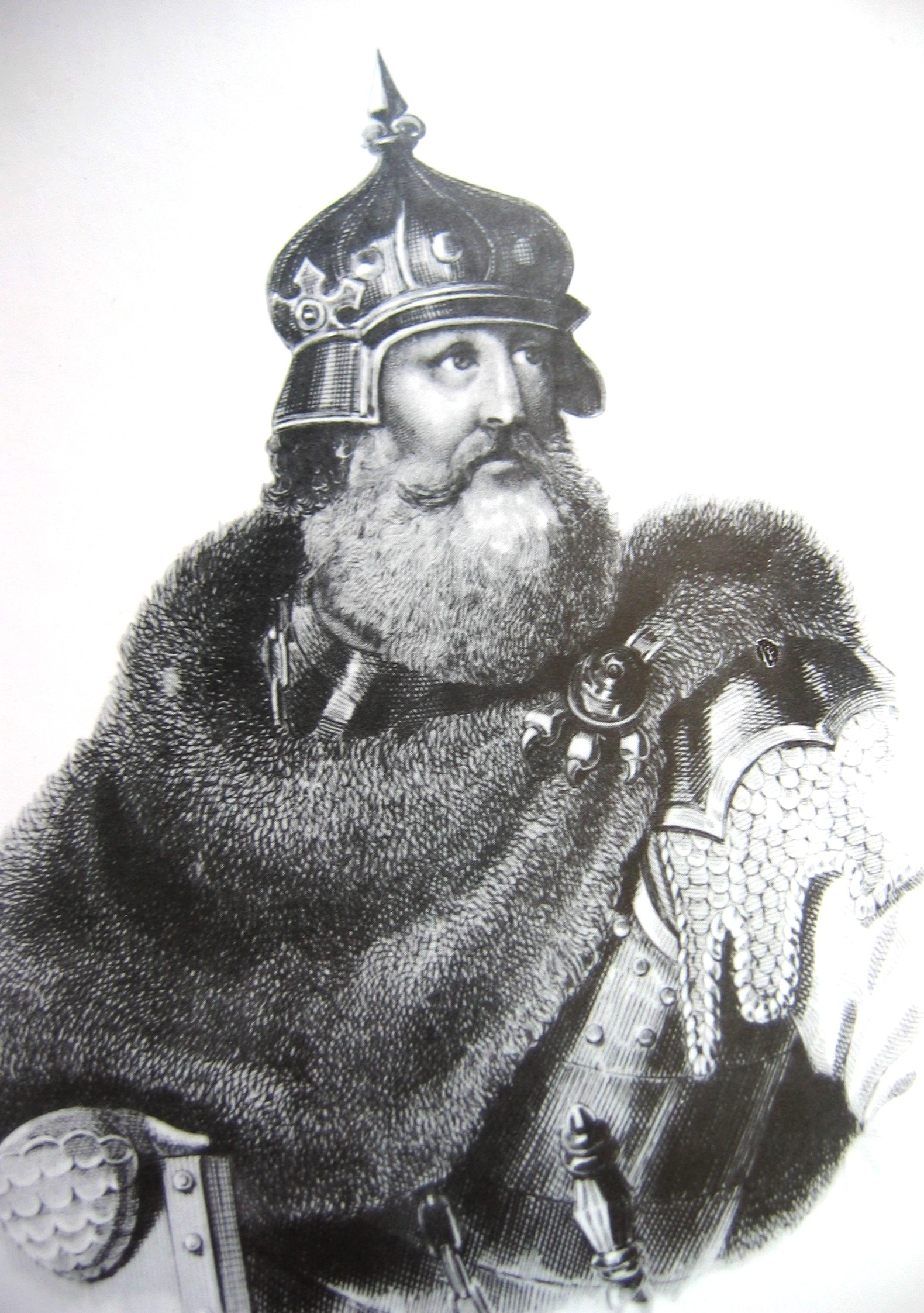
Książę litewski Kiejstut

Wykorzystując korzystną sytuację międzynarodową (Ludwik Andegaweński zaabsorbowany sprawami Dalmacji, Litwa osłabiona przez Krzyżaków, chwilowe porozumienie z Tatarami), Kazimierz wyprawił się w 1349 po raz kolejny na Ruś Włodzimierską, zajmując część wcześniej włączoną do państwa litewskiego. W wyniku układu pokojowego litewski książę Lubart otrzymał Łuck, gdzie miał panować z polskiego nadania. Sukces Kazimierza okazał się bardzo nietrwały, bo już w 1350 Litwini ruszyli z kontrofensywą. Łupieżcze najazdy dosięgnęły ziemi łęczyckiej, a późniejsza o kilka miesięcy wyprawa na Ruś dotarła do Lwowa i Halicza, a także spustoszyła ziemie sandomierską, i łukowską. Cała Ruś Włodzimierska ponownie znalazła się w rękach litewskich. Kolejną wyprawę, tym razem przy wsparciu węgierskim, zorganizowano w 1351. Wpierw jednak, jeszcze w 1350, król Węgier doprowadził do zawarcia nowego układu sukcesyjnego, uwzględniającego kwestię Rusi, do której korona świętego Stefana rościła sobie prawa. Według tej umowy Polska mogła objąć władanie nad Rusią pod warunkiem, że po śmierci Kazimierza bez męskiego potomka jej tron przypadnie Andegawenom. W przeciwnym razie Węgrzy mieli prawo wykupić Ruś od Polski za sumę 100 000 florenów.
Wyprawę z 1351 ze względu na chorobę Kazimierza poprowadził Ludwik Węgierski. Stan króla Polski musiał być poważny, ponieważ panowie polscy złożyli w Lublinie przyrzeczenie Ludwikowi, że przyjmą go na tron jako przyrodzonego pana Korony. Sama ekspedycja ukazała stanowisko Węgrów, którzy nadal realizowali własne interesy bez oglądania się na sojuszników. W efekcie rozmów z litewskim księciem Kiejstutem postanowiono, że przyjmie on chrzest z rąk węgierskich, a na Litwie zostanie utworzone niezależne arcybiskupstwo. Postanowienia te stały w sprzeczności z celami polskimi, nie doszło jednak do ich realizacji. Kiejstut powierzony został opiece Polaków i zapewne przy ich wsparciu zdołał zbiec. Różnice między Węgrami i Polakami ujawniły się także podczas zakończonej niepowodzeniem wyprawy w roku kolejnym. Węgrzy wobec nieudanego oblężenia Bełza podjęli na własną rękę pertraktacje z Litwinami. Ruś Włodzimierska pozostała w obrębie Wielkiego Księstwa, a działania polskie dodatkowo ściągnęły na Małopolskę najazd tatarski. Sytuacja musiała być bardzo poważna, bowiem Kazimierz zdecydował się sięgnąć po kosztowności zebrane w skarbcu katedry gnieźnieńskiej, a papież wezwał władców chrześcijańskich do krucjaty przeciw Tatarom. Rozejm z Litwą zawarto w 1352, ale wnet został on zerwany przez samych Litwinów. Już w rok po jego podpisaniu książę Lubart zdobył i spalił Lwów oraz Halicz. Król Polski zdecydował się na akcję odwetową, w 1353 docierając pod Bełz. Walki z Litwą przeciągały się, pochłaniając gigantyczne środki i przynosząc zniszczenia na rozległych terenach wschodniej Polski. W sytuacji, gdy Kazimierzowi nie udało się uzyskać dodatkowej pomocy zbrojnej ze strony żadnego sąsiada Litwy (w tym jej stałego wroga, zakonu krzyżackiego) zaczął on szukać nowego, dyplomatycznego sposobu rozwiązania konfliktu.
W tym samym czasie doszło do istotnych ustaleń między królem Polski i Luksemburgami. Na mocy postanowień podjętych w Budzie w maju 1353 i ostatecznie w Pradze w maju 1356, król czeski Karol uwolnił księstwa mazowieckie od zależności lennej, w zamian za co Kazimierz przekazał mu dwa miasta śląskie – Kluczbork i Byczynę. Decyzje te były ważnym etapem uzależniania Mazowsza od Polski. Już w 1351 Kazimierz przejął posiadłości zabitego na polu bitwy Bolesława III płockiego, a teraz dodatkowo obejmował pełną zwierzchność nad nimi. Układ z Luksemburgami miał też znaczenie w kontekście ekspansji na wschód. Prawdopodobnie dokonano wtedy podziału stref wpływów między Czechy, Węgry i Polskę, przy czym Kazimierz miał uzyskać wolną rękę w kwestii pokojowego rozwiązania „kwestii litewskiej”. Jedynym przegranym zjazdu praskiego był zakon krzyżacki. Cesarz dał jasny znak, że nie będzie czynił przeszkód wobec prób ułożenia stosunków z Litwą. W sytuacji, gdy ideologicznym uzasadnieniem istnienia państwa krzyżackiego była walka z poganami, perspektywa ich chrystianizacji stawiała pod znakiem zapytania podstawy dalszej jego misji. Do zwrotu w polityce wobec Litwy doszło w 1356 roku, kiedy to Kazimierz zawarł z nią układ sojuszniczy. Nie zachowały się dotyczące go dokumenty, nie są więc znane konkretne postanowienia sojusznicze. Sam fakt zbliżenia polsko-litewskiego znajduje odbicie głównie w skargach Krzyżaków słanych do stolicy apostolskiej. W 1357 nowa polityka litewska zaczęła zapewne przynosić pierwsze skutki, bowiem Kazimierz wystąpił do papieża z jasno sprecyzowanym planem chrystianizacji wschodniego sąsiada. Suplika skierowana do Awinionu zakładała utworzenie na Litwie Kościoła podporządkowanego arcybiskupstwu gnieźnieńskiemu. Plan ten naruszał interesy arcybiskupstwa ryskiego, w związku z czym papież odniósł się do niego z widoczną rezerwą i polecił zbadanie sprawy wicekanclerzowi, co w rzeczywistości oznaczało zablokowanie polskiej inicjatywy. Wobec niepowodzenia Kazimierza, z propozycją chrystianizacji Litwy wyszedł w roku kolejnym, prawdopodobnie na własną rękę, cesarz Karol IV. Również i on nie osiągnął sukcesu, bowiem książęta litewscy postawili niemożliwe do spełnienia warunki. W zamian za przyjęcie chrztu żądali zwrotu wszystkich ziem zagarniętych przez zakon krzyżacki. Litwa pozostała więc na razie państwem pogańskim, nie popsuło to jednak jej relacji z Polską. Kazimierz Wielki wrócił bowiem do koncepcji z czasów rządów swojego ojca, zakładającej współpracę z książętami litewskim. Umożliwiła ona stopniowe umacnianie się wpływów polskich na ziemiach ruskich, a także ustabilizowała sytuację na Mazowszu, dotąd padającym ofiarą częstych najazdów litewskich.

### Polityka ostatnich lat panowania
Na początek lat 60. przypada konflikt pomiędzy dwoma obozami: andegaweńsko-habsburskim i luksemburskim. Ryzyku wojny postanowiono zapobiec poprzez powołanie sądu arbitrażowego. Na arbitrów obrani zostali Kazimierz Wielki i Bolko II Świdnicki. Pierwszy przynajmniej formalnie znalazł się w obozie andegaweńskim, drugi natomiast w cesarskim. Na ostateczne rozstrzygnięcie w dużym stopniu wpłynął ślub cesarza Karola IV z wnuczką Kazimierza, córką księcia pomorskiego Bogusława V. Związek ten wzmacniał pozycję Karola na Pomorzu, a zarazem skutecznie neutralizował ewentualne działania Kazimierza. Werdykt sądu arbitrażowego ogłoszono w Krakowie w grudniu 1363. Zgodnie z nim strony miały zaprzestać wrogich działań i powrócić do stanu sprzed rozpoczęcia sporu. Sąd arbitrażowy w żaden sposób nie wiązał się z interesami polskimi, ale był pierwszym widocznym dowodem rosnącej pozycji Kazimierza Wielkiego na arenie międzynarodowej. Celem podpisania traktatu pokojowego zwołano uroczysty kongres w Brnie, który jednak nie podjął wiążących ustaleń luksembursko-andegaweńskich. W tej sytuacji Kazimierz, korzystając z uprawnień arbitra, wezwał Ludwika Węgierskiego i Karola IV do Krakowa. Tu we wrześniu 1364 odbył się zjazd, na którym podpisano ostateczny układ pokojowy. Wtedy też doszło do trwającej rzekomo 21 dni wystawnej uczty zorganizowanej przez Mikołaja Wierzynka, którą opisał w swojej kronice m.in. Jan Długosz. Zarazem podczas spotkania krakowskiego Ludwik po raz kolejny przypomniał o swoich prawach do dziedziczenia tronu polskiego.
W lutym 1365 Kazimierz po raz czwarty ożenił się, i to pomimo że nie udało mu się uzyskać od papieża unieważnienia poprzedniego związku z Adelajda Heską. Nową królową została Jadwiga, córka księcia głogowsko-żagańskiego Henryka V Żelaznego. Związek ten ze względu na możliwość narodzin męskiego potomka godził w interesy andegaweńskie, a z powodu perspektyw wzrostu wpływów polskich na Śląsku także w Luksemburskie. Również papież Urban V nie zaakceptował małżeństwa, a jedynie wysiłki polskiej i węgierskiej dyplomacji uchroniły Kazimierza przed odpowiedzialnością za sfałszowanie jego dyspensy. Ostatecznie związek nie uzyskał kościelnej aprobaty, co mogło być powodem dla usynowienia wnuka Kazimierza, Kaźka słupskiego. Doszło do niego prawdopodobnie w 1369.
Kazimierz Wielki zmarł 5 listopada 1370. Za jego czasów państwo polskie odzyskało pozycję liczącego się na arenie międzynarodowej organizmu politycznego, a zarazem rozrosło się terytorialnie, anektując ziemie ruskie i odzyskując zwierzchność nad Mazowszem.

## Panowanie Ludwika Węgierskiego (1370–1382)

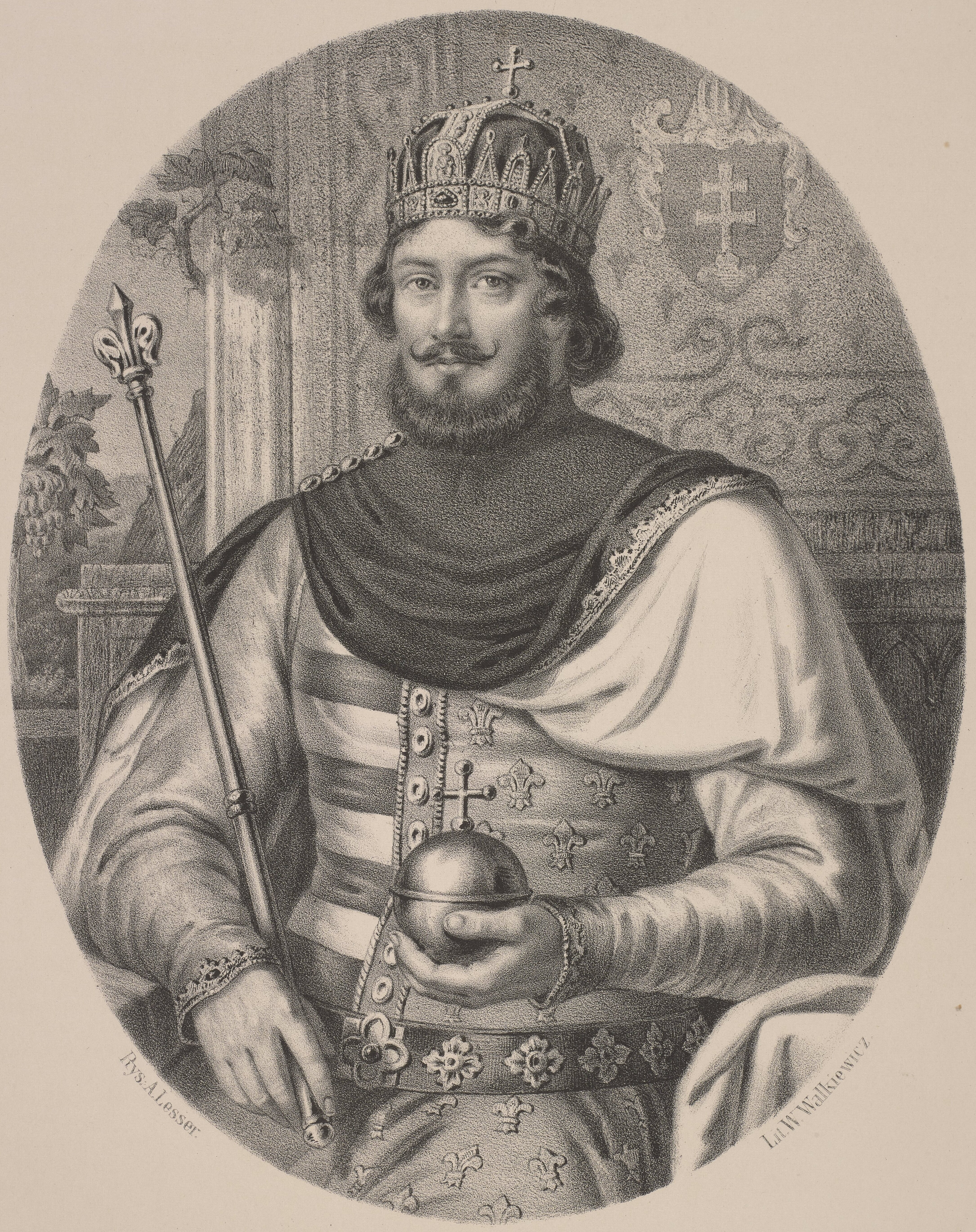
Ludwik d’Anjou, grafika Aleksandra Lessera

Zgodnie z układami dynastycznymi ponawianymi już od czasów Łokietka królem polskim miał zostać Ludwik Węgierski – władca największego kompleksu politycznego czternastowiecznej Europy. W zamian Ruś Halicko-Włodzimierska pozostawała przy Polsce. Już od momentu koronacji Ludwik zmuszony był do walki z opozycją przeciwną jego panowaniu. Szczególnie aktywna była ona w Wielkopolsce, choć do tarć dochodziło także w Małopolsce. Pierwszy incydent wiązał się z pogrzebem Kazimierza Wielkiego, który zorganizowano jeszcze przed przybyciem nowego władcy. Następnie doszło do konfliktu z adoptowanym wnukiem poprzedniego władcy, Kaźkiem Słupskim, któremu stary król zapisał w testamencie rozległe włości. Spór rozwiązano na drodze postępowania sądowego – Kaźko otrzymał ziemię dobrzyńską i trzy grody, a także został zobowiązany do złożenia hołdu lennego Ludwikowi. Kolejny konflikt wywołał powrót do kraju księcia gniewkowskiego Władysława Białego w 1373. Po kilku latach ponawianych walk zawarł on z królem ugodę – zrzekł się księstwa gniewkowskiego, otrzymując w zamian 10 000 florenów i uposażenie w postaci opactwa Pannonhalma na Węgrzech.
Władzę w Polsce od początku sprawowała regentka – matka Ludwika, Elżbieta Łokietkówna. Sam król wkrótce po koronacji powrócił na Węgry, zabierając ze sobą polskie insygnia. Elżbieta skupiła się najpierw na opanowaniu sytuacji w buntującej się Wielkopolsce. Podjęła się także restytucji dóbr, które Kazimierz Wielki konfiskował osobom niebędącym w stanie wykazać swoich praw do danej ziemi. Jej polityka miała podłoże czysto polityczne – pozwalała zjednać nowej władzy warstwy szlacheckie. Działania te wiązały się z podstawowym celem zarówno Elżbiety, jak i jej syna – zapewnieniem tronu polskiego jednej z trzech córek Ludwika. Sukcesji w ramach dynastii Andegawenów początkowo sprzeciwiało się zarówno duchowieństwo, mieszczaństwo, jak i szlachta. Regentka podjęła stopniowe działania, zjednując sobie poparcie kolejnych miast. Następnie w 1374 Ludwik wydał w Koszycach przywilej szlachcie polskiej. W zamian za m.in. znaczne obniżenie podatku poradlnego i likwidację podatków nadzwyczajnych szlachetnie urodzeni zgodzili się na przekazanie tronu jednej z córek Ludwika. Był to pierwszy w Polsce przywilej generalny obejmujący cały stan szlachecki.
W 1375 Elżbieta zrezygnowała z regencji i powróciła na Węgry. W Polsce na krótko pojawił się król. Podstawowym celem wizyty nie było jednak rozwiązanie problemu regencji, ale stłumienie zamieszek na Rusi Czerwonej, którą Ludwik uważał za odrębne księstwo, gdzie interesy węgierskie nie ustępowały polskim. Przed wyjazdem Ludwik przekazał władzę grupie zaufanych Małopolan. To tymczasowe rozwiązanie budziło powszechny sprzeciw, w związku z czym regencję ponownie podjęła Elżbieta. W Polsce pozostała do 1376, kiedy ponownie wyjechała po rozruchach, do jakich doszło w Krakowie. W Wielkopolsce tymczasem wybuchły lokalne wojny zwaśnionych rodów szlacheckich. W 1378 namiestnikiem został Władysław Opolczyk, ale w efekcie buntu Wielkopolan pod przywództwem Bartosza z Odolanowa jeszcze w tym samym roku utracił on władzę. Po raz trzeci regentką została Elżbieta Łokietkówna. Po jej śmierci w 1380 król powierzył rządy namiestnicze biskupowi krakowskiemu Zawiszy z Kurozwęk. Kiedy i on umarł w 1382, Ludwik wyznaczył na regenta Zygmunta Luksemburskiego, zaręczonego z potencjalną następczynią tronu, Marią. Czternastoletni namiestnik rozpoczął walki z wielkopolską opozycją. Podczas gdy oblegał Odolanów, 10 września w Trnawie zmarł Ludwik Węgierski.
W polityce Ludwika Polska odgrywała rolę drugorzędną, a sam władca nie troszczył się o panującą w niej sytuację gospodarczą. Przychylność szlachty zdobywał poprzez przywileje prawne i społeczne, które doprowadziły do kryzysu budżetowego. Zarazem fakt wyboru na tron obcego władcy doprowadził do głębokich zmian w postrzeganiu władzy. Koncepcję monarchii patrymonialnej zastąpiła idea Korony Królestwa Polskiego (łac. Corona Regni Poloniae) – stawiająca króla na pozycji władcy niepodzielnego i nieutożsamianego z jego osobą państwa. Rządy Ludwika doprowadziły także do wzmocnienia pozycji możnowładztwa Małopolski, a wydane przez niego dokumenty zapoczątkowały okres supremacji szlachty w życiu politycznym, który trwał aż do upadku Rzeczypospolitej Obojga Narodów w 1795.

## Okres bezkrólewia (1382–1384)

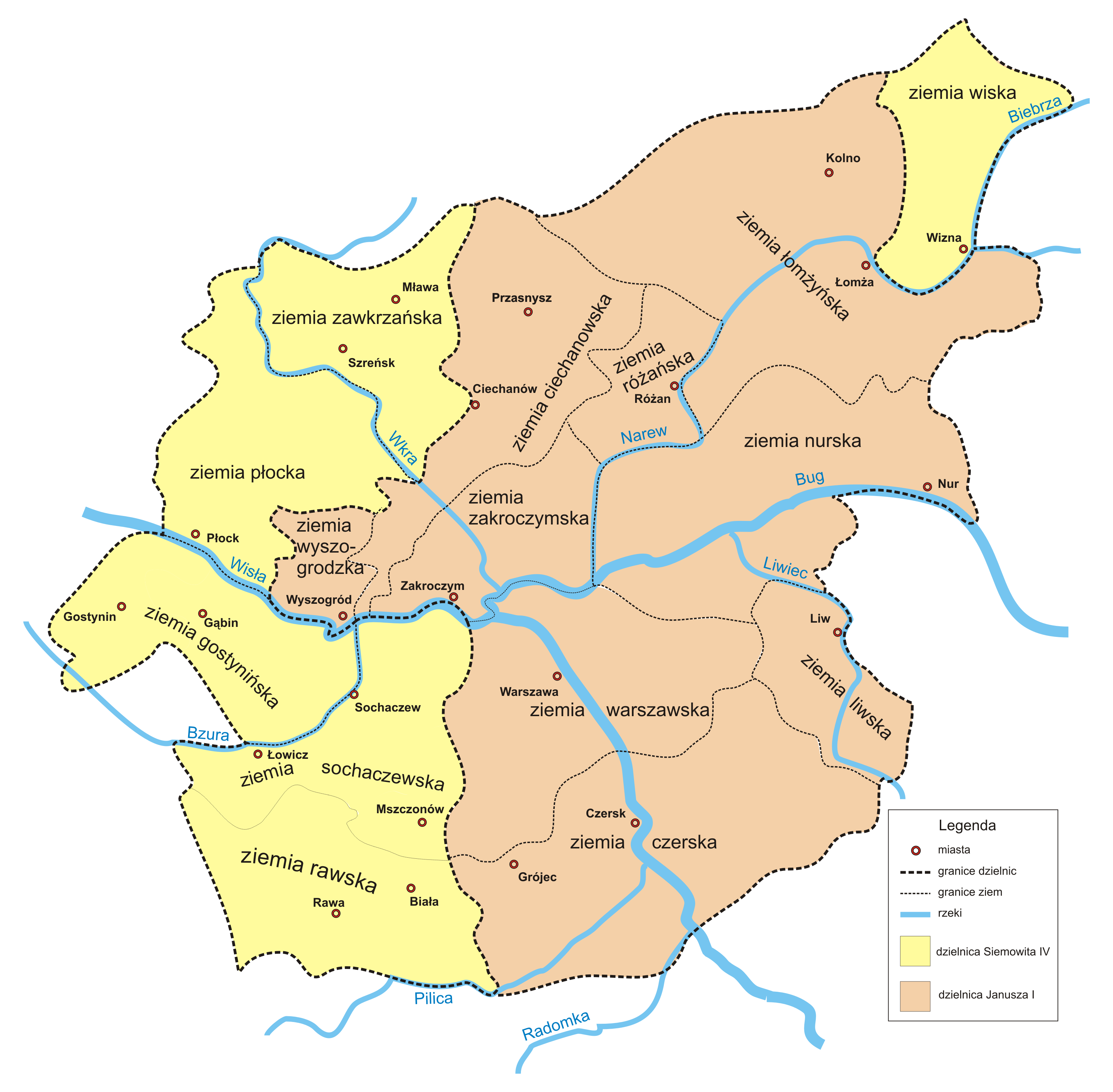
Podział Mazowsza w latach 1381–1426

Kiedy w 1374 Ludwik przekonał szlachtę do wyboru swojej córki na królową, nie było jasne, która z królewien przejmie polski tron. Początkowo wysuwano kandydaturę Katarzyny, ta jednak zmarła w 1378. Wtedy Ludwik zdecydował, że tron polski obejmie Maria, natomiast węgierski Jadwiga. Sytuacja uległa zmianie po śmierci króla. Wdowa po nim, Elżbieta Bośniaczka, wspierana przez węgierskie warstwy możnowładcze, sprzeciwiała się zarówno oddaniu tronu polskiego Marii, jak i jej małżeństwu z Zygmuntem Luksemburskim. Ostatecznie zdecydowano, że Maria przejmie władzę na Węgrzech. W tej sytuacji w Polsce w listopadzie 1382 doszło do zjazdu w Radomsku, gdzie przedstawiciele dwóch głównych dzielnic zdecydowali, że nie jest możliwa dalsza unia personalna z Węgrami, w sytuacji gdy królowa przebywałaby poza krajem. Zarazem postanowiono dochować wierności postanowieniom koszyckim. Miesiąc później w Wiślicy ustalenia te przekazane zostały stronie węgierskiej. Wtedy też zdecydowano o odrzuceniu możliwości przejęcia tronu przez Zygmunta Luksemburskiego popieranego przez część Wielkopolan.
Sytuacja wydawała się jasna, jednak działaniom prowadzonym przez małopolską dyplomację stanęła na drodze wojna domowa w Wielkopolsce znana jako wojna Nałęczów z Grzymalitami. Głównymi stronami w niej byli starosta Domarat z Pierzchna i popierany przez zjednoczoną opozycję książę mazowiecki Siemowit IV – potencjalny kandydat do tronu polskiego. Walki przeciągały się, a obie strony zapewniały o swoim poparciu dla Marii. Ostatecznie w lutym 1383 nastąpiła reakcja dworu węgierskiego – poselstwo przybyłe do Sieradza poinformowało, że na tron polski wyznaczona została Jadwiga. W sytuacji gdy termin koronacji się zbliżał, rosły szanse Siemowita IV na przejęcie władzy. Opanował on znaczną część Wielkopolski i zyskał spore poparcie w tej dzielnicy. Zaniepokojeni możnowładcy Małopolski podjęli zakończone sukcesem próby zawiązania rozejmu. W marcu do Sieradza zwołano zjazd, który miał zdecydować o odpowiedzi na węgierskie propozycje z lutego. Wielkopolanie podjęli próby przeforsowania kandydatury Siemowita – miał on zostać mężem Jadwigi dotąd zaręczonej z Wilhelmem austriackim. Mimo przewagi liczebnej zwolenników księcia mazowieckiego panom krakowskim udało się opóźnić elekcję – nie wybrano kandydata na króla, a jedynie zdecydowano o koronacji Jadwigi. Warunkiem był powrót Rusi Czerwonej oraz lenn Władysława Opolczyka do Polski.
Wobec zagrożenia ze strony Siemowita Elżbieta Bośniaczka przystała na postawione warunki i zdecydowała się przybyć do Polski na Zielone Świątki 1383. W tej sytuacji Siemowit stworzył plan porwania Jadwigi – zamierzał ją uprowadzić, poślubić i wraz z nią się koronować. Prawdopodobnie Małopolanie donieśli królowej węgierskiej o planach księcia mazowieckiego, w związku z czym Elżbieta opóźniła przyjazd do Polski na listopad. Siemowit tymczasem wznowił akcje zbrojne przeciw Kujawom i Wielkopolsce, do końca maja opanowując pierwszą z wymienionych ziem. Następnie zwołał zjazd do Sieradza, gdzie jego zwolennicy okrzyknęli go królem. Przeprowadzenia koronacji odmówił jednak obecny na zjeździe arcybiskup gnieźnieński Bodzanta. Wobec niepowodzenia w Sieradzu Siemowit ponownie zaatakował Wielkopolskę i obległ Kalisz. Spór rozwiązano dzięki zastraszeniu arcybiskupa Bodzanty, który przeszedł na stronę Małopolan. W tej sytuacji Siemowit zgodził się na zawieszenie broni, jednak jego stronnik Bartosz z Odolanowa nie przerwał walki. To dało panom krakowskim pretekst do ostatecznej rozprawy z księciem mazowieckim. Przy wsparciu wojsk węgierskich pod wodzą Zygmunta Luksemburskiego zaatakowano Mazowsze i wymuszono na Siemowicie rozejm.
Sytuacja wydawała się ostatecznie rozwiązana, jednak Elżbieta Bośniaczka wbrew zapowiedziom nie udała się do Polski. Zaczęła zamiast tego wysuwać coraz bardziej wygórowane żądania wobec strony polskiej – kiedy polski poseł zagroził anulowaniem praw Jadwigi do tronu, został on uwięziony. Bezkrólewie przeciągało się, więc w marcu 1384 do Radomska zwołano zjazd, który określał zasady funkcjonowania państwa wobec braku władcy. Był on przykładem dojrzałości politycznej szlachty, oraz jej zdolności do współpracy z elitami mieszczańskimi. Zjazd ten pokazał, że państwo polskie jest w stanie funkcjonować bez króla, ale mimo to Elżbieta dalej starała się opóźniać koronację. Do Krakowa wysłała Zygmunta Luksemburskiego jako swojego gubernatora, na co nie zgodzili się zebrani w Sączu Małopolanie. Sędziwój z Szubina, uwięziony wcześniej przez Elżbietę poseł, ponownie udał się na Węgry. Być może jego misja wpłynęła na zmianę decyzji przez królową – ostatecznie na jesieni zdecydowała ona o wysłaniu Jadwigi do Polski. 13 października 1384 przybyła ona do Krakowa, gdzie w 3 dni później odbyła się koronacja kończąca najdłuższy w historii Polski okres bezkrólewia.

## Panowanie Jadwigi Andegaweńskiej (1384–1386)

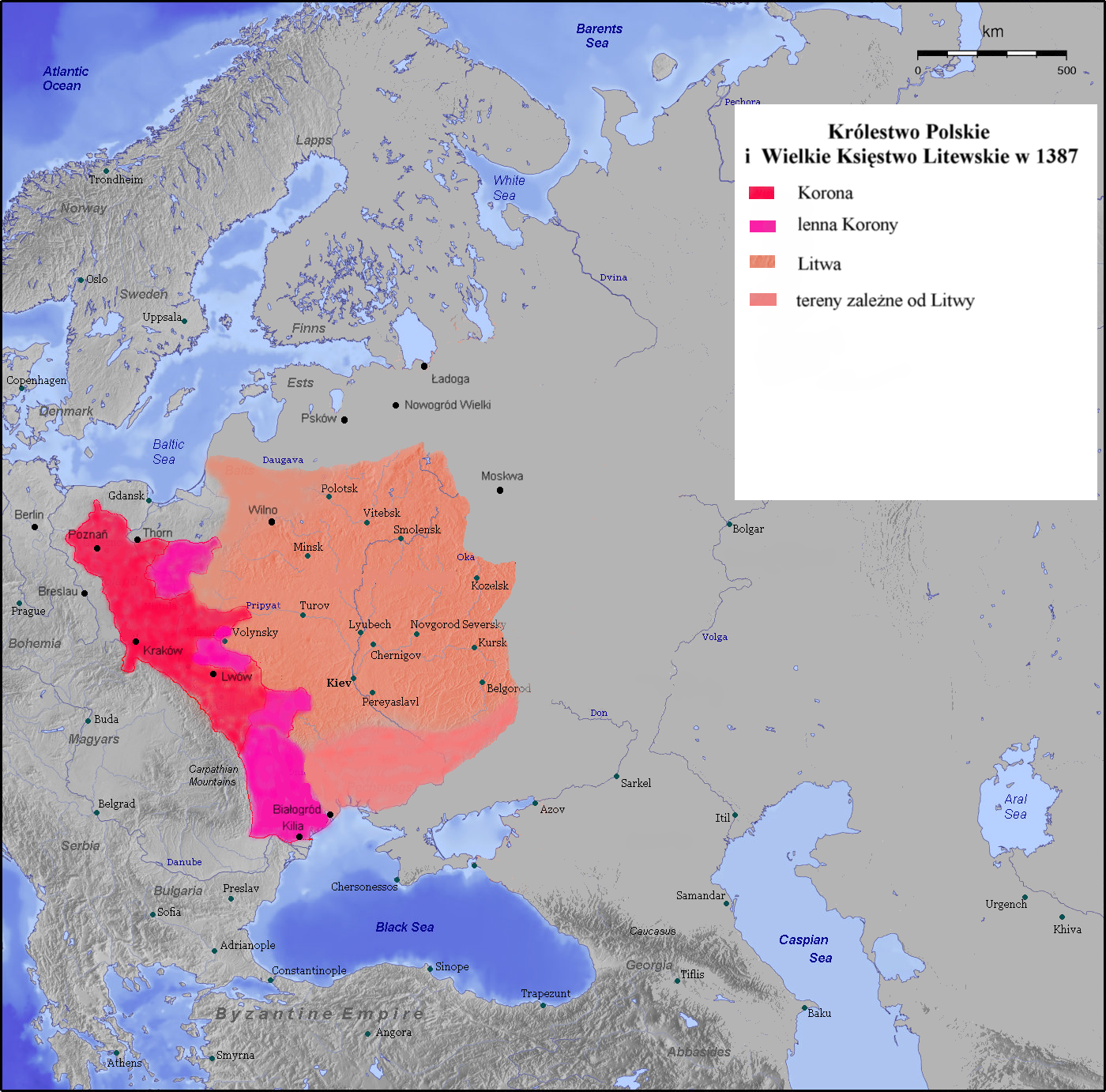
Polska i Litwa w 1387

Koronacja Jadwigi była sukcesem, ale nie rozwiązywała wszystkich problemów. Królowa miała zaledwie 10 lat i wciąż pozostawała formalnie pod opieką matki, co pozwalało Elżbiecie ingerować w sprawy polskie. Dodatkowo Jadwiga nie miała męża, co w ówczesnych warunkach było niedopuszczalnym stanem rzeczy. Wprawdzie została ona w 1378 zaślubiona Wilhelmowi Habsburgowi według kanonicznej formy sponsalia de futuro, jednak małopolscy panowie odrzucili możliwość przejęcia przez niego tronu. Zamiast tego podjęto ryzykowne rozmowy z Litwą. Ewentualny związek mógł ochronić interesy Polski na Rusi Halickiej, Podolu i Wołyniu – sprawy szczególnie istotne dla Małopolan. Był on ważny także dla Mazowsza – obszaru bezpośrednio zagrożonego litewskimi najazdami. Zarazem jednak związek tego typu przywracał zagrożenie krzyżackie i stawiał pod znakiem zapytania dalszy sojusz z Węgrami. Mógł mieć także negatywny oddźwięk prestiżowy, licząc że Litwa wciąż pozostawała państwem pogańskim. Dla Litwy podstawowym argumentem za zbliżeniem z zachodnim sąsiadem była chęć uzyskania silnego sojusznika w walce z zakonem krzyżackim. Przy tym należy podkreślić, że w 1384 sytuacja wielkiego księstwa nie była bynajmniej krytyczna. Po okresie kryzysu zapoczątkowanego śmiercią księcia Olgierda, a dodatkowo pogłębionego wojną domowa z księciem Kiejstutem i jego synem Witoldem, Jagiełło zaczynał stabilizować sytuację w swoim kraju. Udało mu się zakończyć spór z bratem stryjecznym (Witoldem), który uznał się za jego lennika i odstąpił od sojuszu z Krzyżakami. Zarazem samym Krzyżakom odebrano dopiero co wybudowaną twierdzę Neu-Marienwerder pod Kownem, zmuszając zakon do defensywy. Inicjatywa wobec zakonu była po stronie Jagiełły, bowiem po latach przynajmniej chwilowo zażegnany został konflikt z Księstwem Moskiewskim. W 1382 wielkiego najazdu na nie dokonali Tatarzy pod wodzą chana Tochtamysza, nie tylko plądrując kraj, ale również zdobywając jego stolicę, Moskwę. Zapewne te wydarzenia skłoniły księcia moskiewskiego Dymitra Dońskiego do zawarcia z Jagiełłą układu pokojowego, a nawet rozpoczęcia pertraktacji na temat małżeństwa księcia Litwy z jego córka Zofią. Chwilowa sytuacja była więc dla Litwy stosunkowo korzystna. Zarazem jednak jasna była zdecydowana przewaga militarna zakonu krzyżackiego i iluzoryczność jedności rozbitego na liczne księstwa państwa litewskiego.
Nie jest jasne, z której strony – polskiej czy litewskiej – wyszła inicjatywa w sprawie małżeństwa Jagiełły z królową Jadwigą. Według Roczników Jana Długosza to książę litewski prosił o rękę córki Ludwika, natomiast według latopisu litewskiego poselstwo w tej sprawie wyszło od panów małopolskich. Z braku podstawy źródłowej nie sposób też określić kiedy rozpoczęto pertraktacje w tej sprawie. Być może jako sygnał zainteresowania Jagiełły polskim tronem należy odczytywać już wystawiony przez niego w 1383 roku przywilej dla kupców lubelskich. Zapewne już w roku kolejnym prowadzono wstępne rozmowy. Następnie w styczniu 1385 litewskie poselstwo złożyło oficjalną prośbę o rękę Jadwigi. Jagiełło zobowiązał się do przyjęcia chrześcijaństwa i przyłączenia Wielkiego Księstwa Litewskiego do Królestwa Polskiego. Propozycję zaakceptował zjazd generalny zwołany w lecie do Krakowa, sprzeciwu nie wyraziła również Elżbieta Bośniaczka. Sytuacja zmieniła się nagle, kiedy Elżbieta powróciła do koncepcji małżeństwa Jadwigi z Wilhelmem austriackim. Habsburg przybył do Krakowa celem fizycznego dopełnienia małżeństwa, nie został jednak wpuszczony do komnat królowej; szybko też zmuszono go do opuszczenia miasta.
W tym samym czasie panowie małopolscy zmierzali na spotkanie z księciem litewskim. W sierpniu 1385 w Krewie zawarli z Jagiełłą układ określany w historiografii jako unia krewska. W zamian za objęcie tronu polskiego Jagiełło podejmował szereg jednostronnych zobowiązań:
- przyjęcie chrztu
- wypłacenie Wilhelmowi Habsburgowi 200 000 florenów odszkodowania za zerwanie małżeństwa
- uwolnienie wszystkich polskich jeńców będących w niewoli u Litwinów
- tradycyjna deklaracja odzyskania wszystkich ziem utraconych w przeszłości przez Królestwo Polskie

Ostatnim i najważniejszym zobowiązaniem było przyłączenie (łac. applicare) Litwy do Polski – stwierdzenie to, w niejasny sposób wskazujące na zamiar likwidacji suwerennej pozycji Wielkiego Księstwa, szybko doprowadziło do weryfikacji unii i do dziś budzi wątpliwości wśród historyków.
Kolejne poselstwo spotkało się z Jagiełłą w styczniu 1386 w Wołkowysku, kiedy ten był już w drodze do Polski. Dostojnicy małopolscy wystawili dla niego akt preelekcji i przekazali mu glejt bezpieczeństwa. Wystawiony dokument potwierdzony został przez zjazd szlachty w Lublinie 2 lutego 1386, gdzie obrano Jagiełłę królem, a do czasu koronacji przydano mu tytuł dominus et tutor Regni Poloniae (pan i opiekun Królestwa Polskiego). Prawdopodobnie w tym momencie jedynym, co mogło zniweczyć plany małżeństwa, był opór królowej Jadwigi. Według Długosza jawnie sprzeciwiała się ona związkowi z Jagiełłą i uległa dopiero pod namowami polskich dostojników.
12 lutego 1386 Jagiełło wraz z braćmi przybył do Krakowa. 15 lutego wszyscy trzej przyjęli chrzest. Przyszły król otrzymał imię Władysław, jego brat Korygiełło – Kazimierz, zaś Świdrygiełło – Bolesław. Książę Witold, który podejmował się chrztu po raz trzeci, wybrał imię Aleksander. 18 lutego odbył się ślub Władysława Jagiełły z Jadwigą, natomiast 4 marca 1386 wielki książę został w katedrze wawelskiej koronowany na króla Polski.